# Abdij van Sint-Truiden
De abdij van Sint-Truiden, ook wel abdij van Sint-Trudo, is een voormalige benedictijnerabdij in de Belgisch-Limburgse stad Sint-Truiden. Gesticht in de 7e eeuw, hoorde de abdij tot de oudste en machtigste abdijen in de Nederlanden en stond ze tevens aan de oorsprong van de stad Sint-Truiden, die rondom de abdij groeide. De abdijkerk, in 1798 gesloopt, was een grote romaanse kerk, gewijd aan de heiligen Remigius en Quintinus.

## Geschiedenis

### Stichting, vroege ontwikkeling
Aan de basis van de abdij van Sint-Truiden stond een klooster, een gemeenschap van monniken, die omstreeks 655 door de heilige Trudo werd gesticht in de plaats Sarchinium (Zerkingen; sinds de 12e eeuw aangeduid als Sint-Truiden). Na de dood van Trudo en zijn heiligverklaring, werd het klooster een pelgrimsoord. Enkele vroege bewoners van het klooster werden eveneens heilig verklaard (Eucherius van Orléans en Libertus van Sint-Truiden). In de 9e eeuw, waarschijnlijk kort na 817, werd de Regel van Benedictus (Regula Benedicti) aangenomen. In 883 werd de abdij verwoest door de Noormannen.
Het eerste klooster bestond waarschijnlijk uit een stenen kerk en houten kloostergebouwen. Rond 950 liet bisschop Adalbero I van Metz, die tevens abt van Sint-Truiden was, een nieuwe driebeukige kerk bouwen, een voor die tijd fors gebouw van 50 m lang en 24 m breed. Tot de 13e eeuw was er voortdurend bemoeienis van het bisdom Metz; dit had belang gekregen in de regio doordat Trudo Zerkingen (en waarschijnlijk ook Webbekom en Zelem) had geschonken als compensatie voor zijn studies bij bisschop Chlodulf van Metz.
De abdij had het patronaatsrecht over een groot aantal parochiekerken, die vaak waren gewijd aan de Heilige Clemens, die in de abdij van Sint-Truiden werd vereerd. Door particuliere schenkingen verwierf de abdij in de loop der eeuwen ook talrijke bezittingen in de wijde omgeving. In 1107 werden zelfs verschillende dorpen in Noord-Brabant vermeld als bezittingen van de abdij. Het probleem was echter dat de abdij in die periode financieel ook werd uitgebuit, en wel door haar voogden (de hertogen van Limburg) en haar ondervoogden (de graven van Duras).

### Bloeitijd middeleeuwse abdij
In de middeleeuwen waren de bedevaarten naar het graf van Sint-Trudo van grote economische betekenis voor de abdij en de nederzetting, later de stad Sint-Truiden. In de 11e eeuw hadden de pilgrimages een dusdanige omvang gekregen, dat het nodig was een nieuwe abdijkerk te bouwen om alle pelgrims op te kunnen vangen. In het derde kwart van de 11e eeuw werd een grote abdijkerk in romaanse stijl gebouwd door abt Adelardus II (abt van 1055-1082). De kerk was 100 meter lang en 26 meter breed. Hiervan zijn alleen de zware westtoren en delen van de crypte overgebleven. De toren van de abdijkerk fungeerde in tijden van oorlog als donjon, waarbij houten stellages rondom de toren werden gebouwd, waarvandaan de vijand bestookt kon worden. Dit gebeurde onder andere bij conflicten tussen de abdij en het naburige machtscentrum Brustem, waarbij de abdij minstens eenmaal werd verwoest.
Onder abt Wiricus (abt van 1155-1180) werden de kloostergebouwen gemoderniseerd, een onderneming die volgens de Gesta abbatum Trudosensium (de annalen van Sint-Truiden) driekwart eeuw duurde. Eerst werden het dormitorium (slaapzaal) en refectorium (eetzaal) van de monniken vernieuwd, daarna kwamen de verblijven van de abt en de proost aan de beurt. Vooral Wiricus' eigen appartement, gelegen op het hoogste punt van het terrein, met uitzicht over de stad, was comfortabel ingericht met stookplaatsen en een waterleidingsysteem. Volgens de Gesta waren de muren van de kloostergangen bedekt met gepolijste hardstenen panelen en bestonden de zuilen, in tweeën of gevieren gebundeld, uit zwart gesteente en porfier, met gebeeldhouwde kapitelen. Een ander gebouw, dat bedoeld was als gastenverblijf voor hoge gasten, had een rijkversierd plafond. Zeer bijzonder moet de grafkapel voor Sint-Wiro en zijn metgezellen zijn geweest, die eveneens onder het bewind van abt Wiricus in 1169-1172 tot stand kwam. Volgens de kroniekschrijver overtrof dit bouwwerk alles in de verre omtrek. Van de romaanse kloostergebouwen en het grafmonument is niets overgebleven, tenzij enkele op het terrein gevonden kapitelen, waarschijnlijk door een Luiks steenhouweratelier vervaardigd, van deze bouwwerken afkomstig zijn.

### Nabloei
Verbouwingen en uitbreidingen vonden onder meer plaats in de 15e en begin 16e eeuw, waarbij onder andere laatgotische spitsen werden aangebracht op de middentoren van de abdijkerk. Deze werden in 1779 weer vervangen door een enkele barokke bekroning, die in 1953 door een storm werd afgerukt, daarna werd gerestaureerd, maar bij de brand in 1975 definitief verloren ging. Onder abt Willem van Brussel werd omstreeks 1520 de nog deels bestaande muur rondom het abdijcomplex gebouwd en het abtskwartier werd vernieuwd (waarvan de kelders onder de huidige keizerzaal nog bewaard gebleven zijn). In de crypte van de abdijkerk zouden ten tijde van de Reformatie vergaderingen zijn geweest van Calvinisten, onder bescherming van de toenmalige abt. Ook het Verbond der Edelen zou hier hebben vergaderd. De barokke poort kwam in 1665 gereed ter gelegenheid van het duizendjarig bestaan van de abdij. Ook een deel van de dienstgebouwen werden in deze tijd vernieuwd. Eind 18e eeuw, ten slotte, liet abt Joseph van Herck de abdijgebouwen in neoclassicistische stijl verbouwen.

### Abten van Sint-Trudo
Of Sint-Trudo (ca. 630-693), de stichter van de abdij, ook abt geweest is, is niet duidelijk. De abdij verkeerde lange tijd onder de invloed van de bisschoppen van Metz, die ook de abten van Sint-Truiden aanstelden. De bisschoppen Drogo van Metz (ca. 820) en Adalbero I van Metz (ca. 944-962) verbleven beiden langere tijd in Sint-Truiden, maar waren waarschijnlijk geen abt.
Belangrijke middeleeuwse abten waren Adelardus II (1055-82), de bouwheer van onder andere de romaanse abdijkerk en de Onze-Lieve-Vrouwekerk van Sint-Truiden, en abt Wiricus (1155-80), de bouwheer van het romaanse klooster en het grafmonument voor Sint-Trudo. Hubertus van Sutendael (1638-63) bouwde onder meer het nog bestaande barokke kerkportaal en het kasteel van Nieuwenhoven. Abt Joseph van Herck (1751-80) gaf de opdracht voor de bouw van het classicistisch poortgebouw in het abtskwartier, de Keizerszaal en de laatbarokke torenbekroning.

### Einde van de abdij en herbestemming
De komst van de Fransen in 1794 betekende het einde van de abdij. De monniken vluchtten naar Duisburg (Duitsland) en namen de belangrijkste kerkschatten en handschriften mee. Het is niet duidelijk of het graduale uit 1540-1542, bij deze handschriften zat. De abdij werd geplunderd en ingericht als militair hospitaal. 
De romaanse kerk, die in 1794 door brand al zeer was beschadigd, werd in 1798 gesloopt. De bouwmaterialen, onder andere stenen, tegels, leien, balken en porfieren zuilen, werden verkocht. Enkel de kerktoren, de crypte, het poortgebouw, het abtskwartier en enkele dienstgebouwen bleven bestaan. Via diverse particuliere eigenaren kwamen de abdijgronden in 1824 aan de Onze-Lieve-Vrouwekerk die het complex in 1839 aan het bisdom Luik schonk.
In 1843 werd op deze locatie het kleinseminarie van het bisdom Luik opgericht. Het kleinseminarie van het bisdom Luik stond oorspronkelijk in Rolduc, maar door de splitsing van de Nederlanden in 1838 kwam deze plaats in het buitenland te liggen. Een deel van het seminarie werd in bestaande gebouwen gehuisvest; een ander deel werd op de fundamenten van afgebroken abdijgebouwen nieuw opgetrokken, naar plannen van Louis Roelandt. In 1845 werd een nieuwe seminariekerk in neoclassicistische stijl gebouwd op de plaats waar Sint-Trudo de eerste kerk had gebouwd. Dit was de vierde kerk op deze locatie.

### Recente geschiedenis
In 1975 vond een catastrofale brand plaats waarbij een deel van de barokke abdijgebouwen werd verwoest en ook de seminariekerk uit 1845 verloren ging. In 1992 vond er op het complex een ontploffing plaats, waarbij de abdijmolen werd vernield. In 1999 werden de contouren van de romaanse abdijkerk op het abdijterrein (het zogenaamde Kerkveld) zichtbaar gemaakt door middel van schanskorven. Tevens markeren acht stalen zuilen de plaats en de hoogte (18 m) van de pilaren in het zuidelijk kerkschip. De toren en de crypte zijn rond dezelfde tijd toegankelijk gemaakt door middel van een elektronisch entreesysteem, waarbij men na betaling een code ontvangt, waarmee ter plekke een hek geopend kan worden. Het Kerkveld zelf is gratis toegankelijk. Aan de voet van de toren is een bronzen maquette van de abdijkerk in haar glorietijd geplaatst.

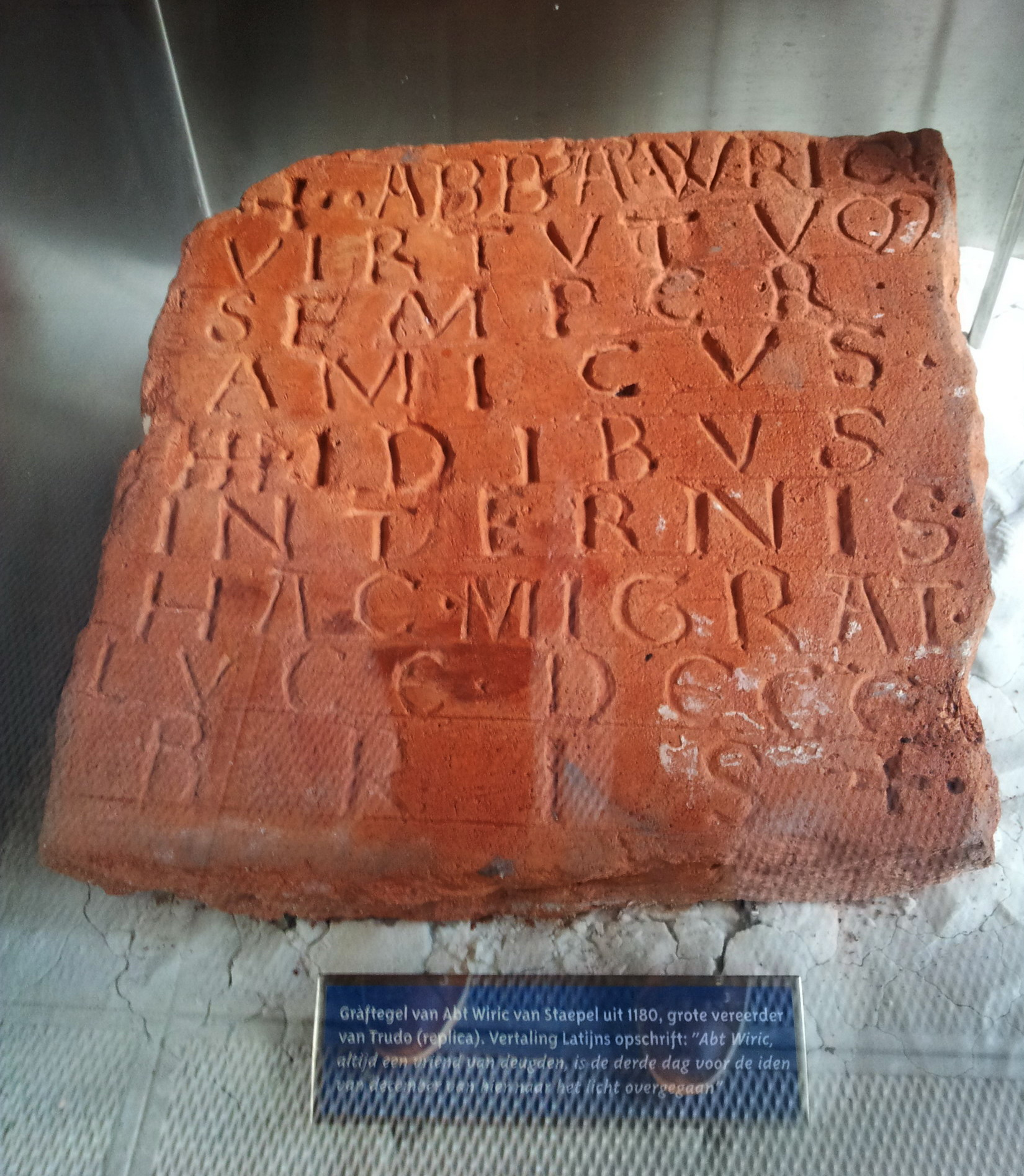
Gedenksteen abt Wiricus
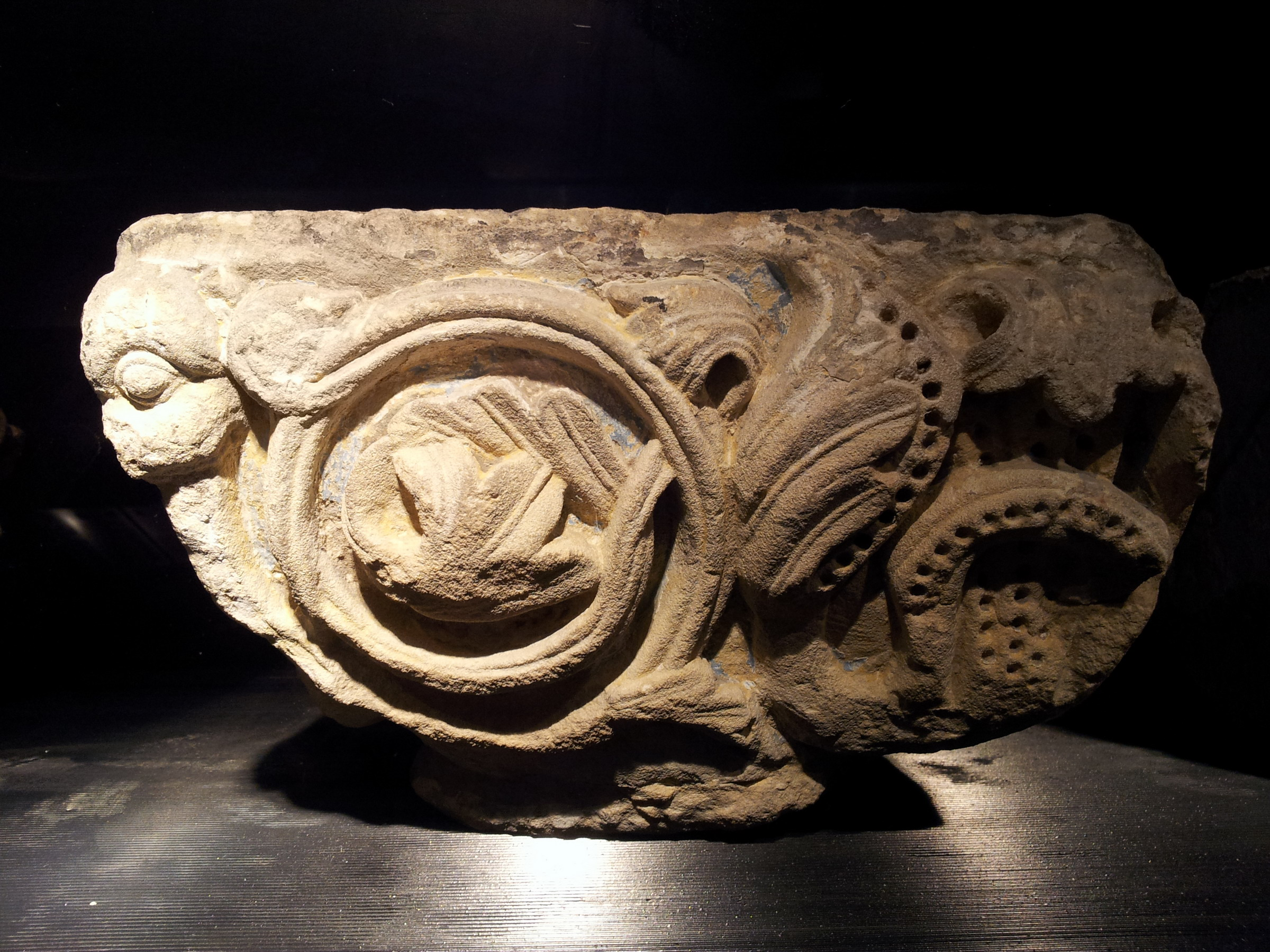
Romaans kapiteel
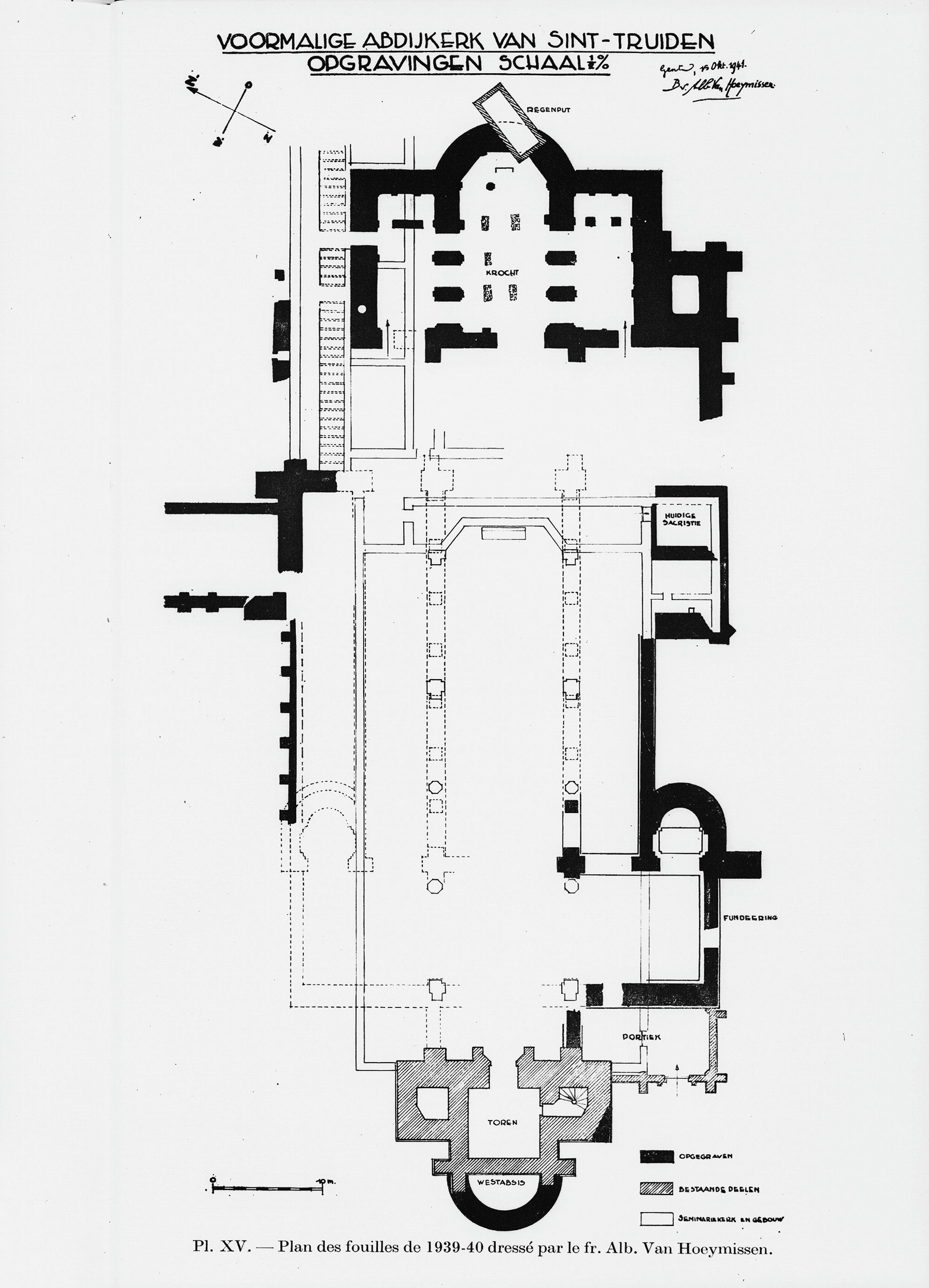
Plattegrond opgravingen
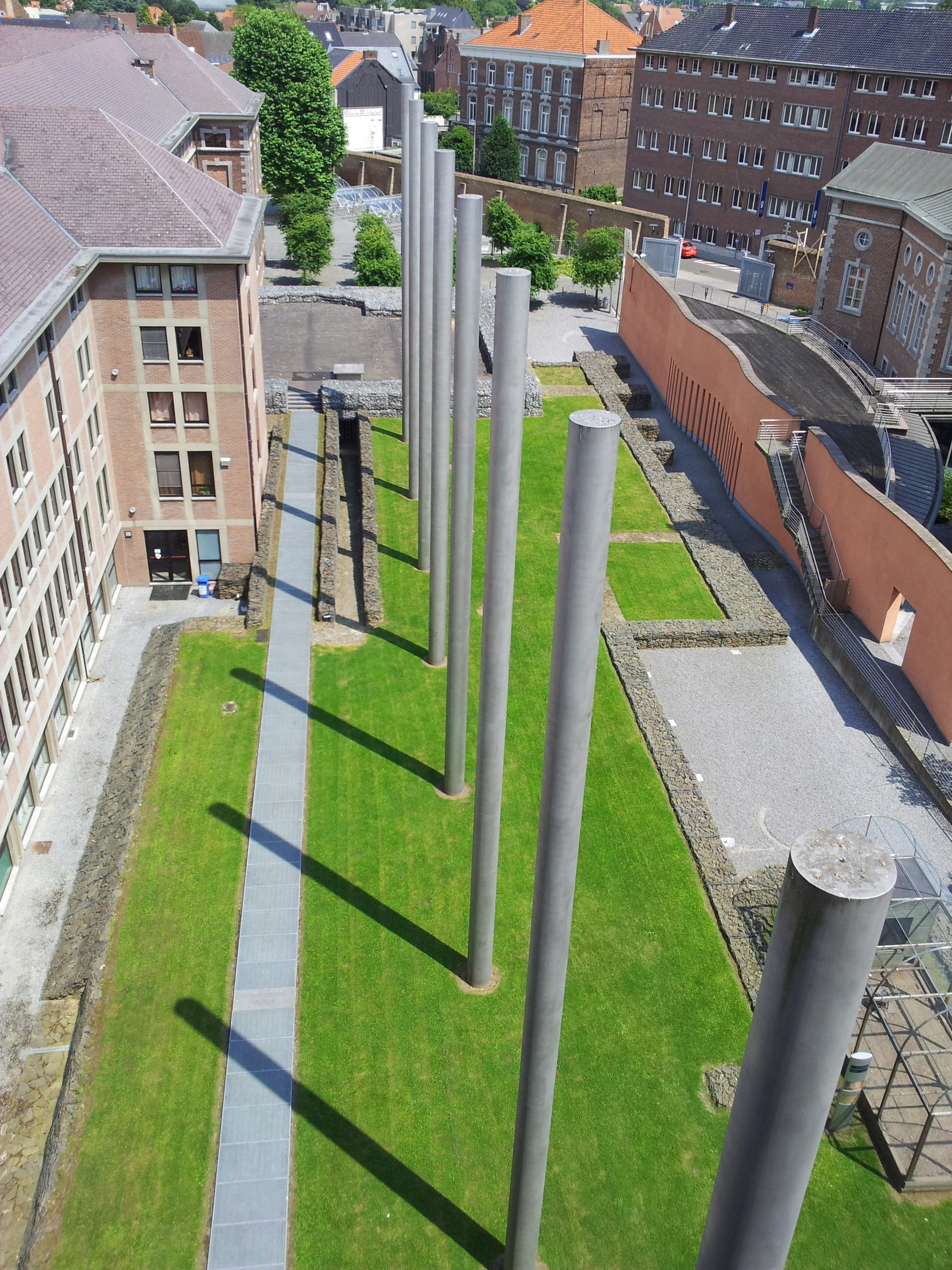
Heringericht Kerkveld

## Beschrijving gebouwen
Het abdijcomplex, deels omgeven door een 5 meter hoge muur uit 1520, is ca. 6 ha groot en strekt zich uit tussen de Grote Markt, de Diesterstraat, de Abdijstraat, de Stenaertberg, de Plankstraat en de Meinstraat. Het bestaat thans uit overblijfselen van de oude abdijkerk, enkele abdijgebouwen uit de 18e eeuw, en een aantal 19e-eeuwse seminariegebouwen, die rond twee binnenplaatsen zijn opgetrokken. Ook elders in Sint-Truiden bevinden zich gebouwen, die met de abdij verbonden waren. Een deel van de kerkschat van de abdijkerk bevindt zich thans in de schatkamer van de naast de abdij gelegen Onze-Lieve-Vrouwekerk.

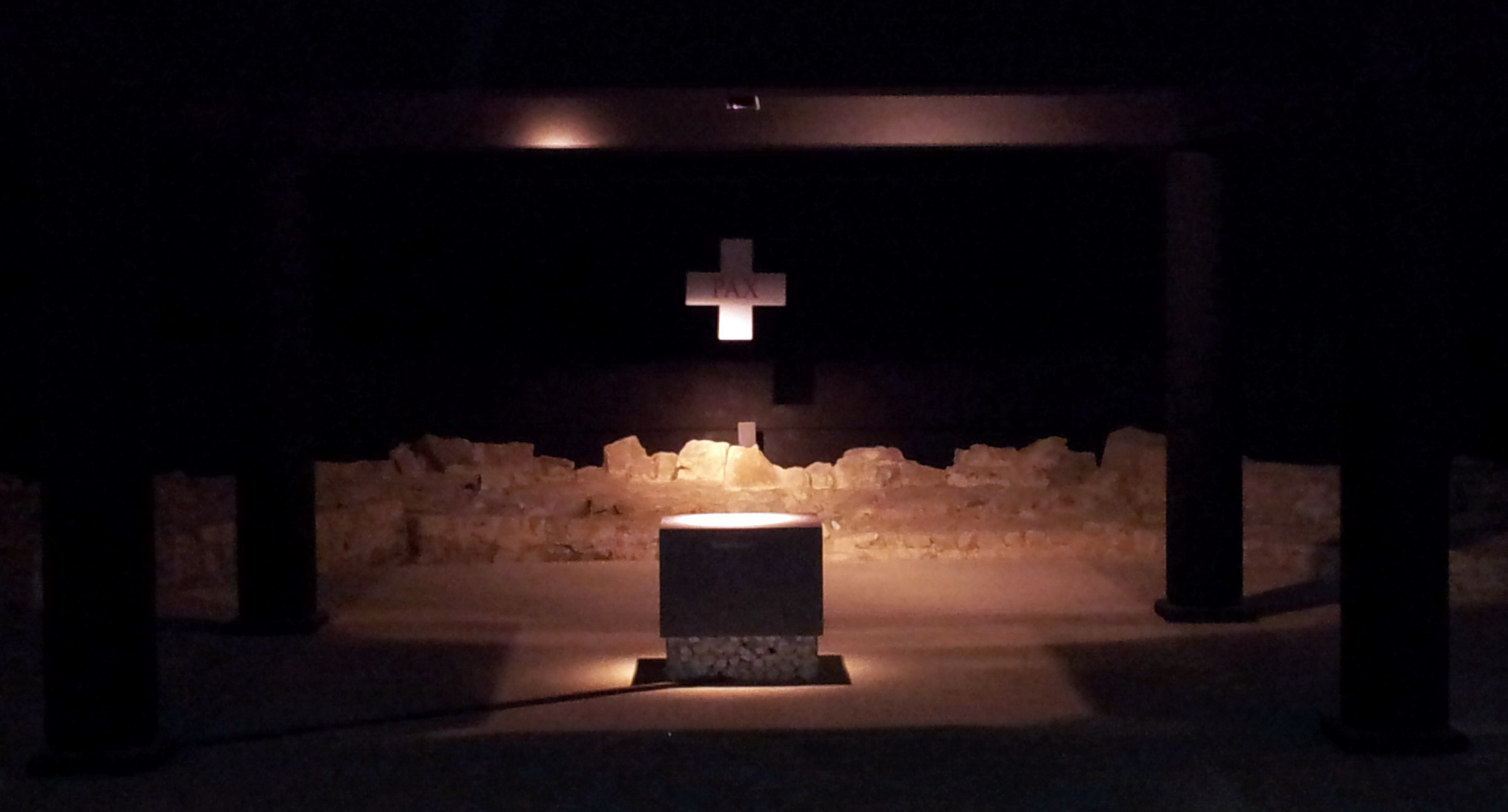
Crypte met Stefanusaltaar

### Crypte
De crypte, gelegen onder het priesterkoor, de viering en de transepten van de verdwenen 11e-eeuwse abdijkerk, werd in 1939 bij archeologische opgravingen herontdekt en is sinds 1992 tegen betaling voor het publiek toegankelijk. Ze kwam waarschijnlijk tot stand onder abt Adelardus II (1055-82), die de abdijkerk liet vergroten tot een lengte van 100m. De crypte bestaat uit een driebeukige ruimte van ca. 16 × 23 m, waarvandaan enkele gangen met grafnissen leidden, waar abten en monniken begraven werden. Vanuit de kerk kon men de crypte betreden via trappen in de transeptarmen. De hoofdruimte van de crypte, die deels in ruïneuze staat is gelaten, is ingericht met enkele moderne altaren en herdenkingsplaquettes voor heiligen. In deze ruimte is ook een lapidarium ingericht met onder andere enkele rijkbewerkte romaanse kapitelen, een fragment van een gebeeldhouwd romaans fries en andere bouwfragmenten en archeologische vondsten. Ook kan men er een film bekijken over het ontstaan van de abdijstad.

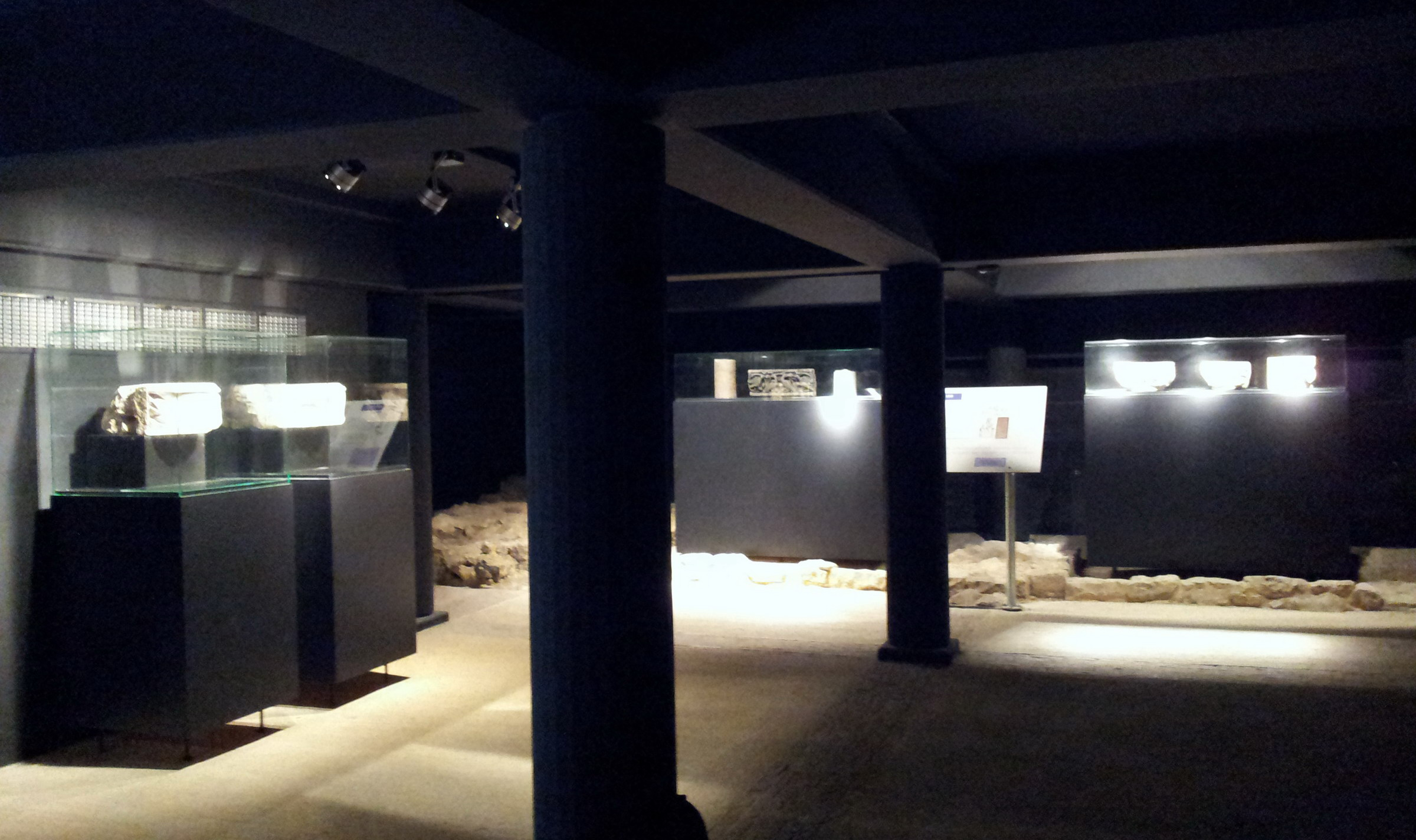
Crypte met lapidarium
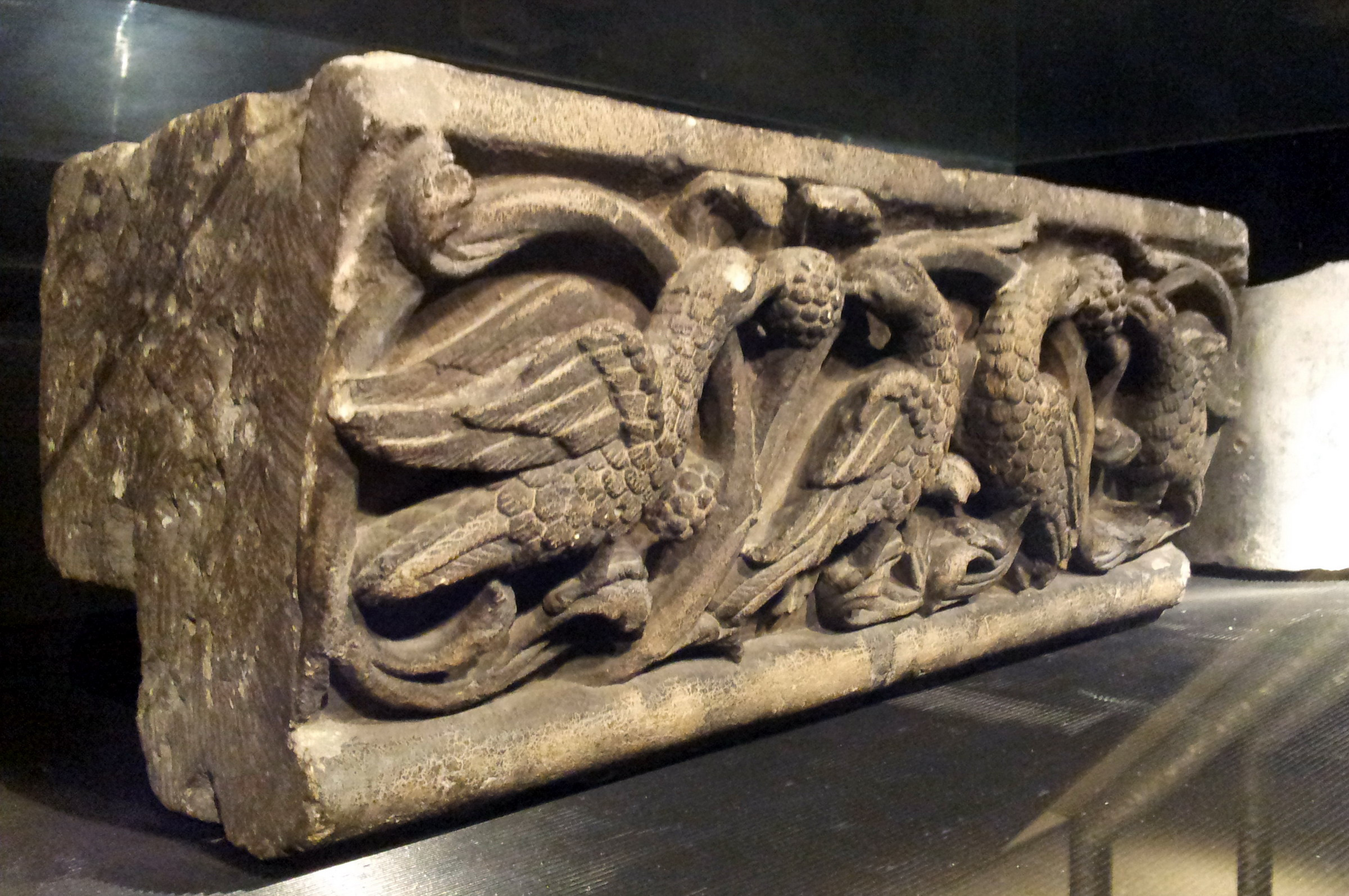
Romaans fries
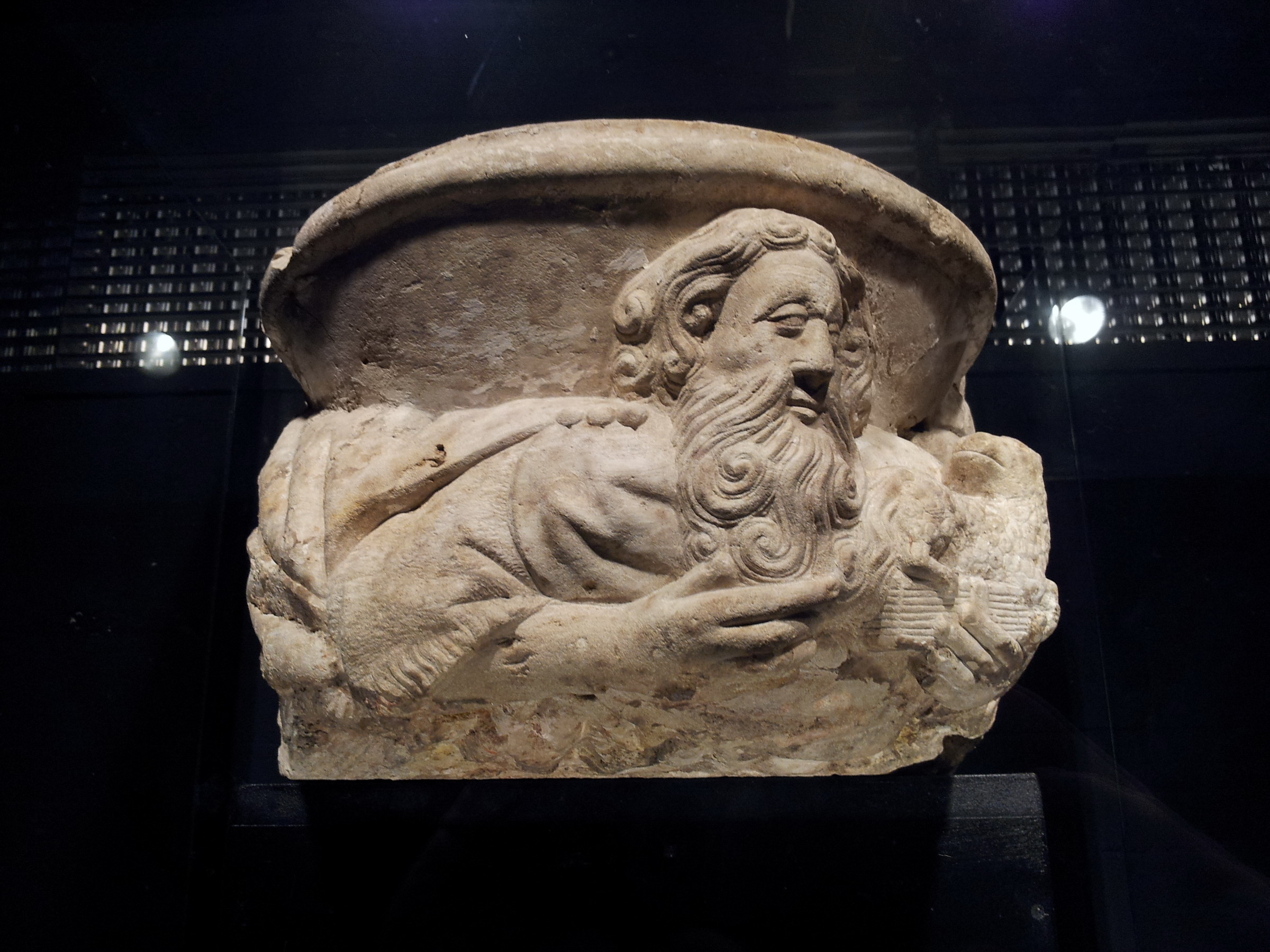
Gotisch bouwfragment
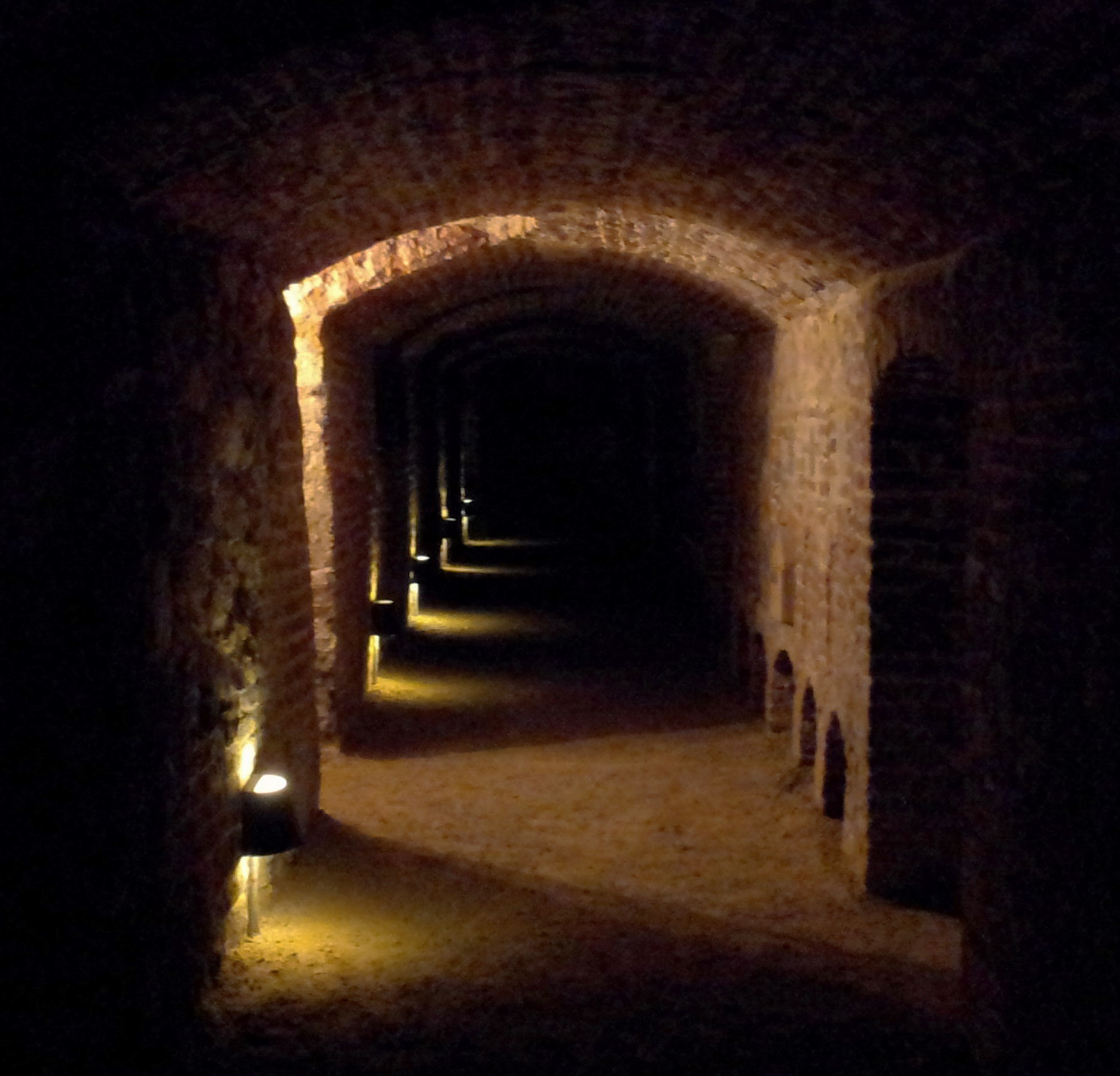
Grafnissen in de crypte

### Kerktoren
De huidige toren van de abdijkerk is het restant van een machtig westwerk met twee, wellicht drie torens en een westkoor. De massieve romaanse onderbouw dateert uit 1035-55 en is gebouwd van kwartsiet van Tienen en Gobertinger zandsteen. In de 13e en 14e eeuw is de toren verbouwd in gotische stijl en verhoogd. In de 16e eeuw werden de bakstenen traptorens toegevoegd. De klokkenstoel uit 1779 is neoclassicistisch. Recent zijn nieuwe stalen trappen en vijf uitzichtplatforms aangebracht. De trap met 195 treden voert deels binnen de 'uitgeholde' toren, deels langs de buitenkant omhoog. De oorspronkelijke hoogte van de toren is 65 meter, maar na de brand werd de torenspits vernield. De toren is nu 37 meter hoog en is na de restauratie voorzien van een platform met een panoramisch uitzicht op de stad. De toren, crypte, Keizerszaal en Academiezaal zijn tegen betaling te bezichtigen.

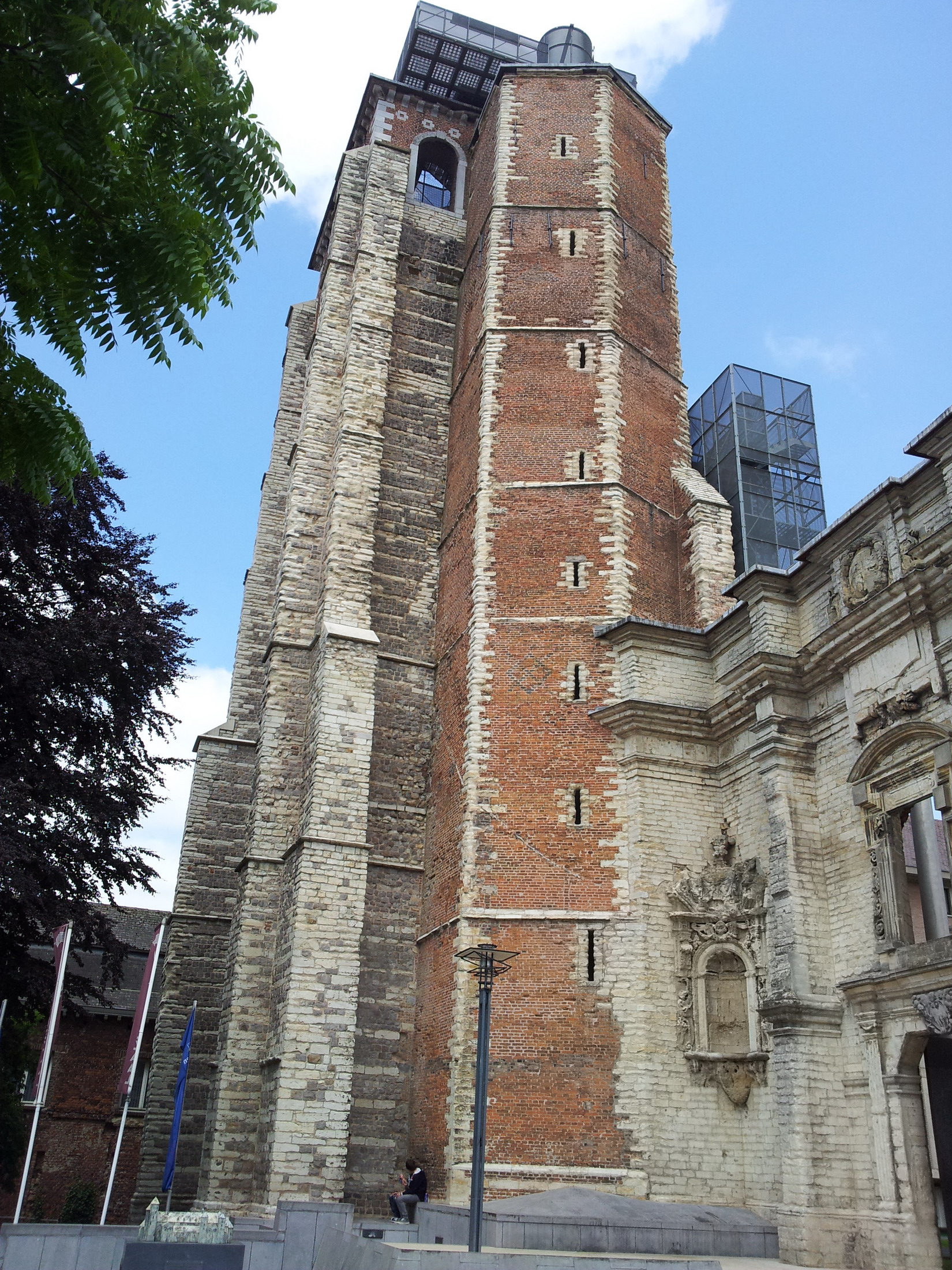
Toren vanuit het oosten
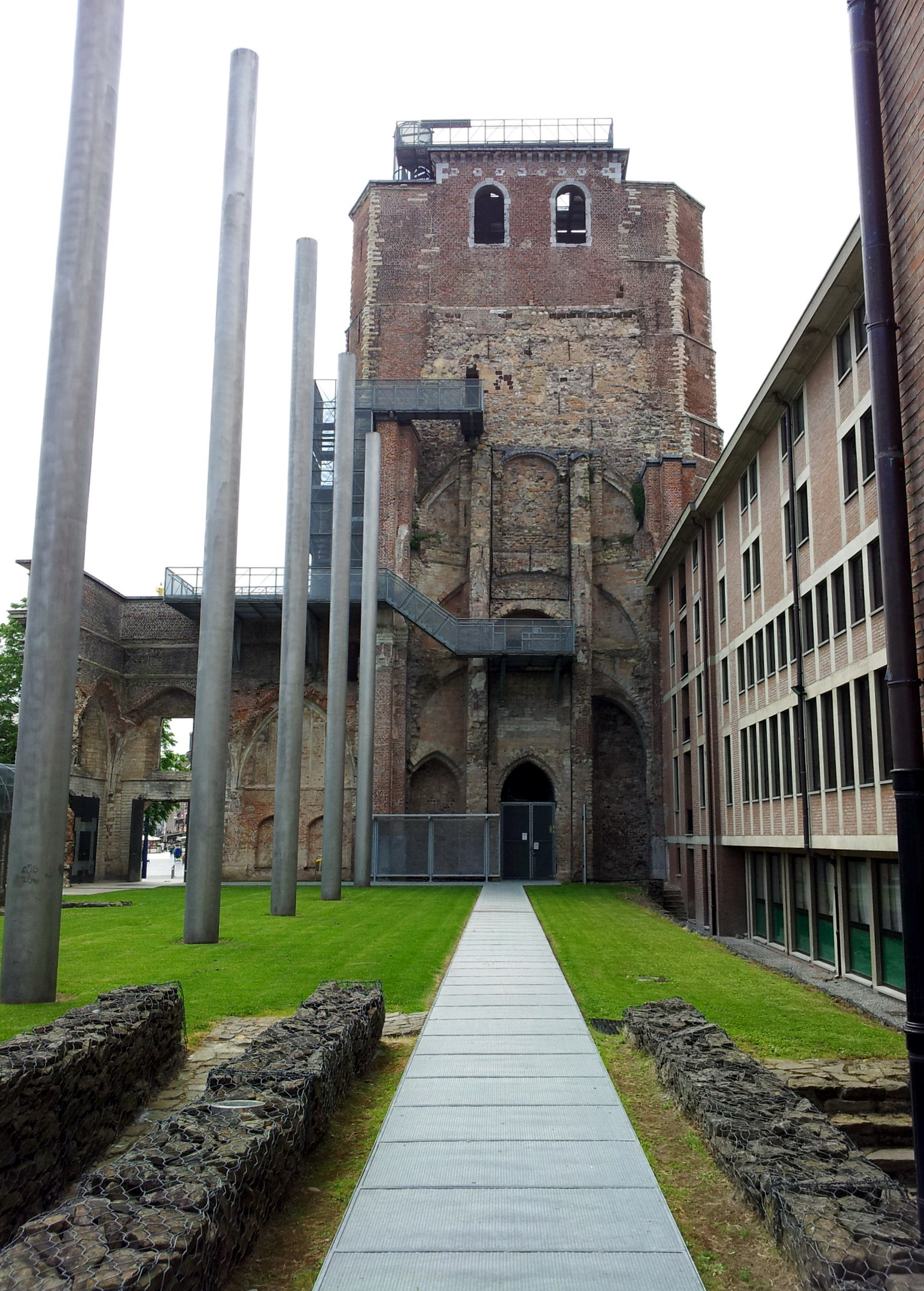
Toren vanuit het noorden
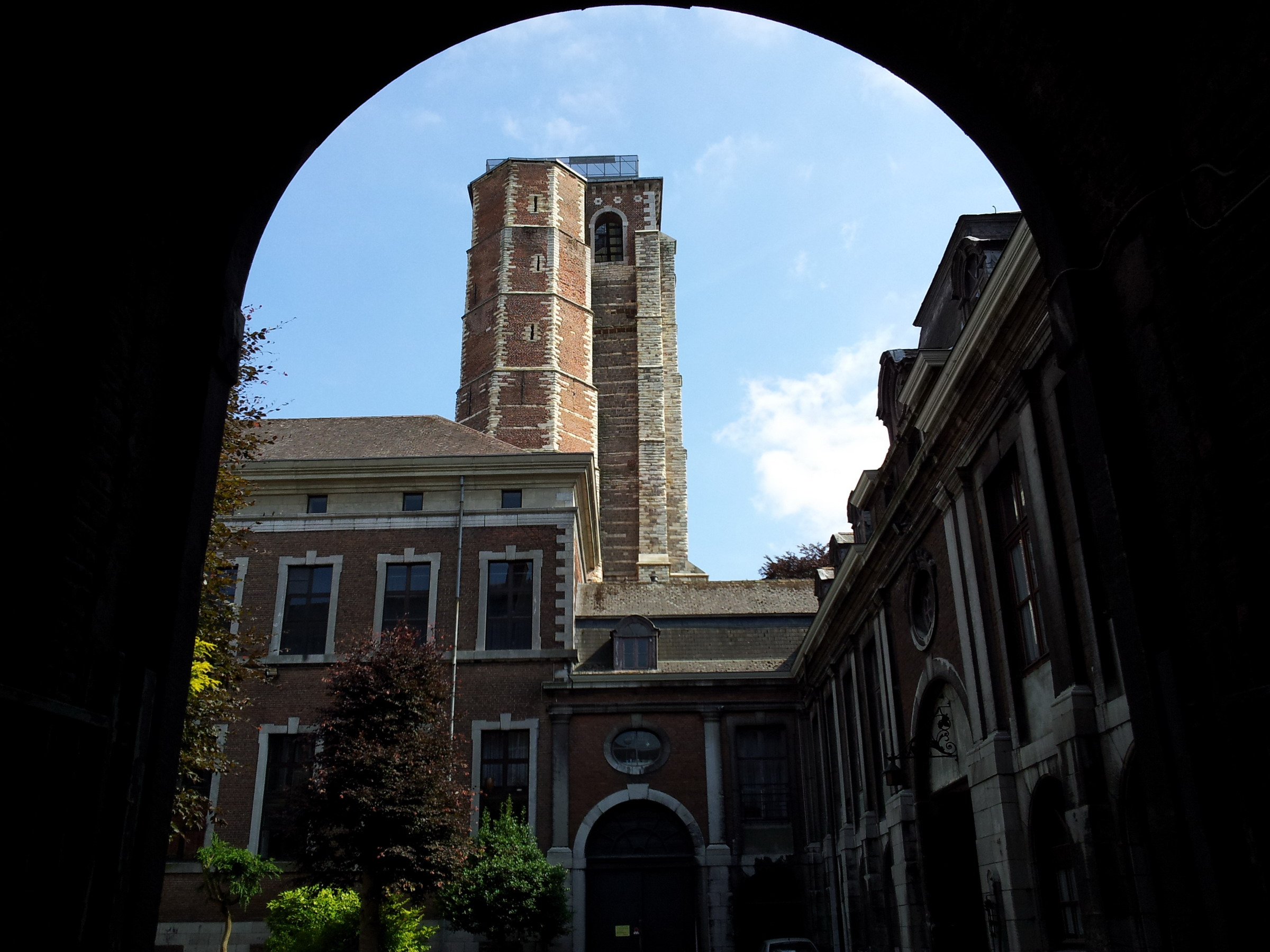
Zicht op de abdijtoren vanuit de cour d'honneur
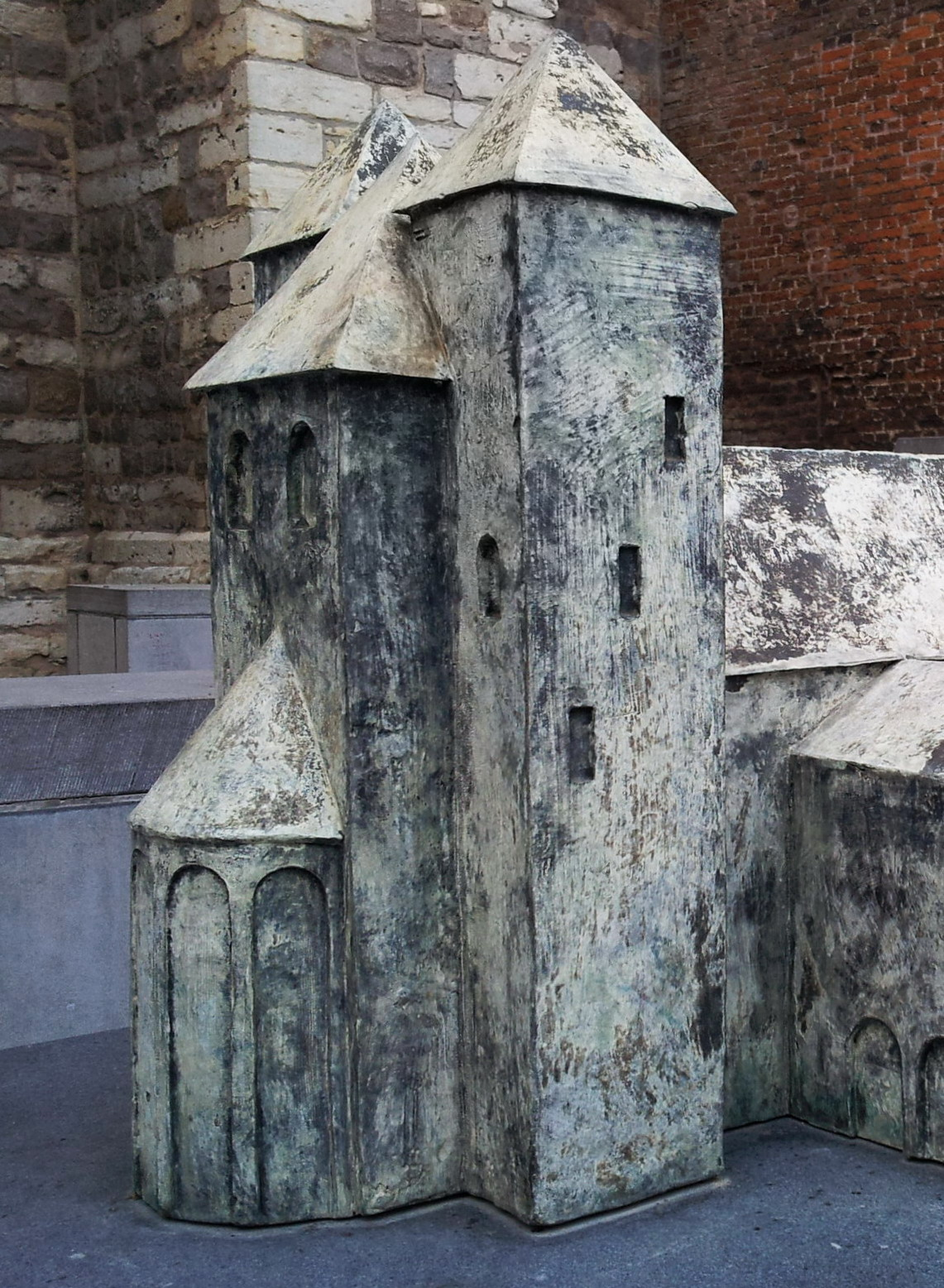
Maquette westwerk
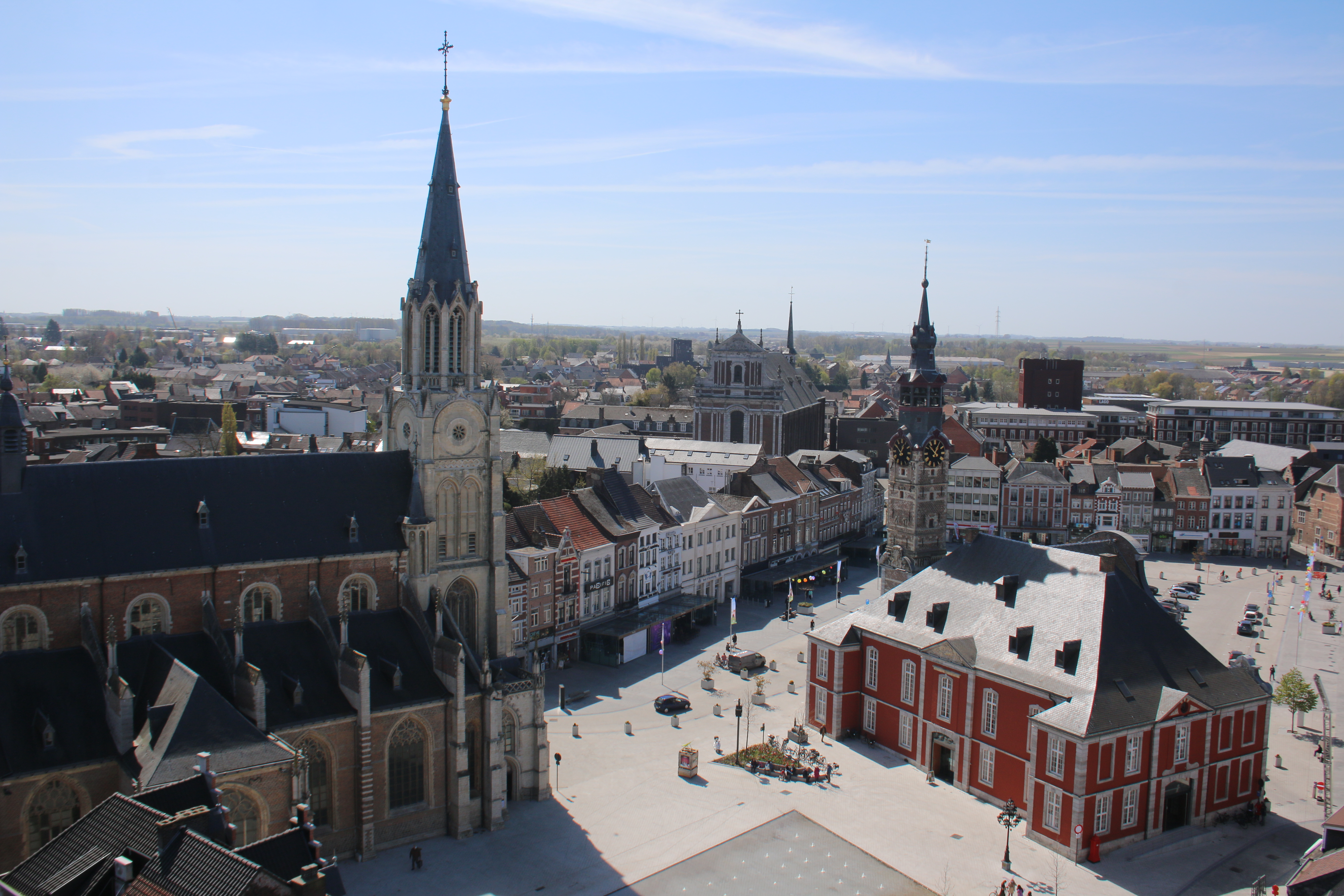
Uitzicht op de Grote Markt

### Portaal

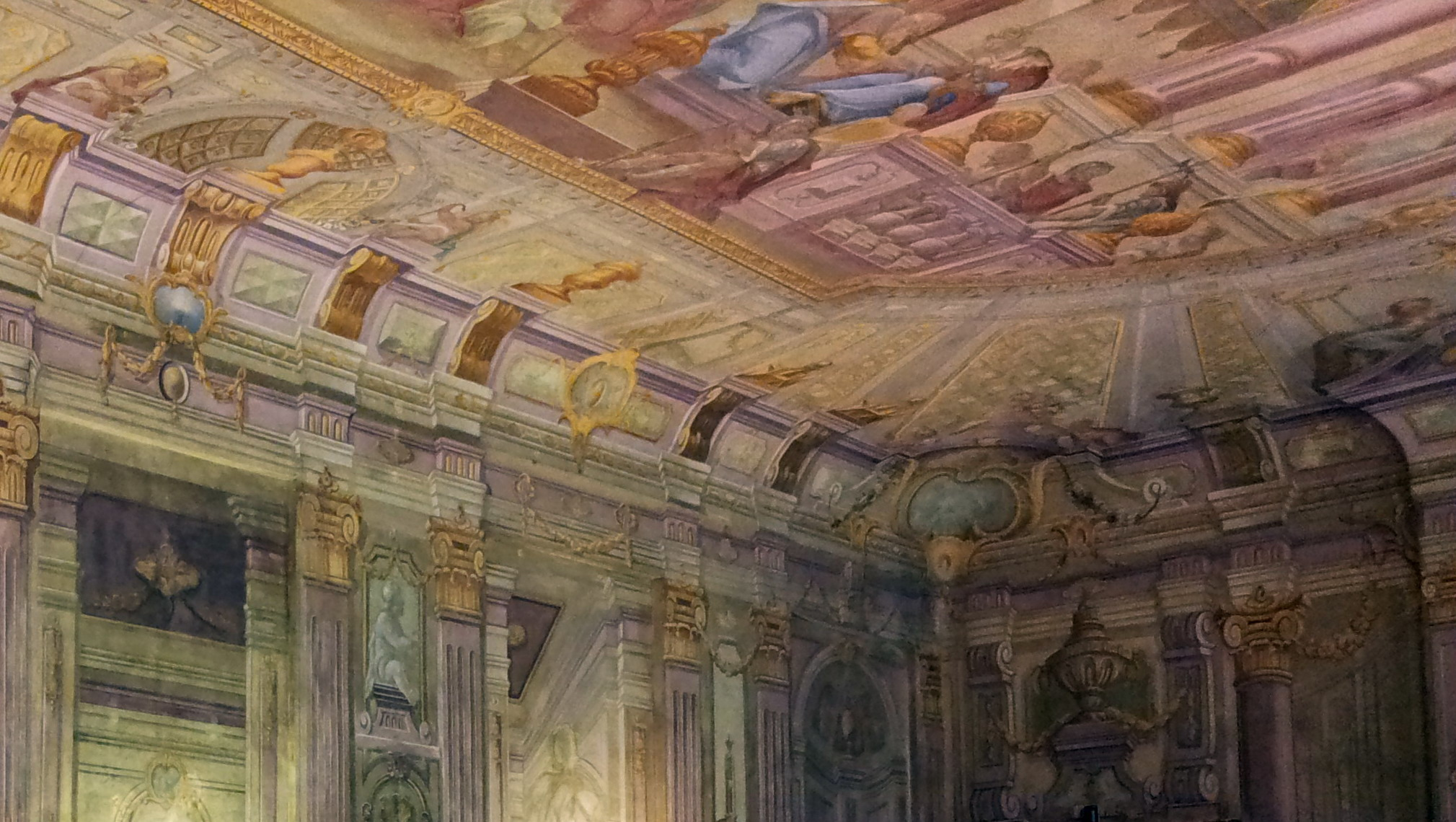
Keizerszaal. Plafondschildering van de gebroeders Caldelli(?)

Het portaal aan de Grote Markt is een indrukwekkend barok bouwwerk uit 1655 en kwam tot stand ter gelegenheid van het duizendjarig bestaan van de abdij. Het gebouw draagt het wapen van de opdrachtgever, abt Huibrecht van Sutendael. De architect is onbekend gebleven, maar het gebouw draagt de kenmerken van een volleerd barokarchitect. De poorten, ramen en de hoeknis zijn uitbundig gedecoreerd. Het zandstenen portaal is geplaatst in de abdijmuur naast de toren en gaf via een overwelfde ruimte toegang tot de kerk. De overwelfde ruimte had een laatgotisch kruisribgewelf, waarvan nog restanten zichtbaar zijn. Hieruit blijkt dat in 1655 slechts de buitenkant van een reeds bestaand portaal vernieuwd werd.

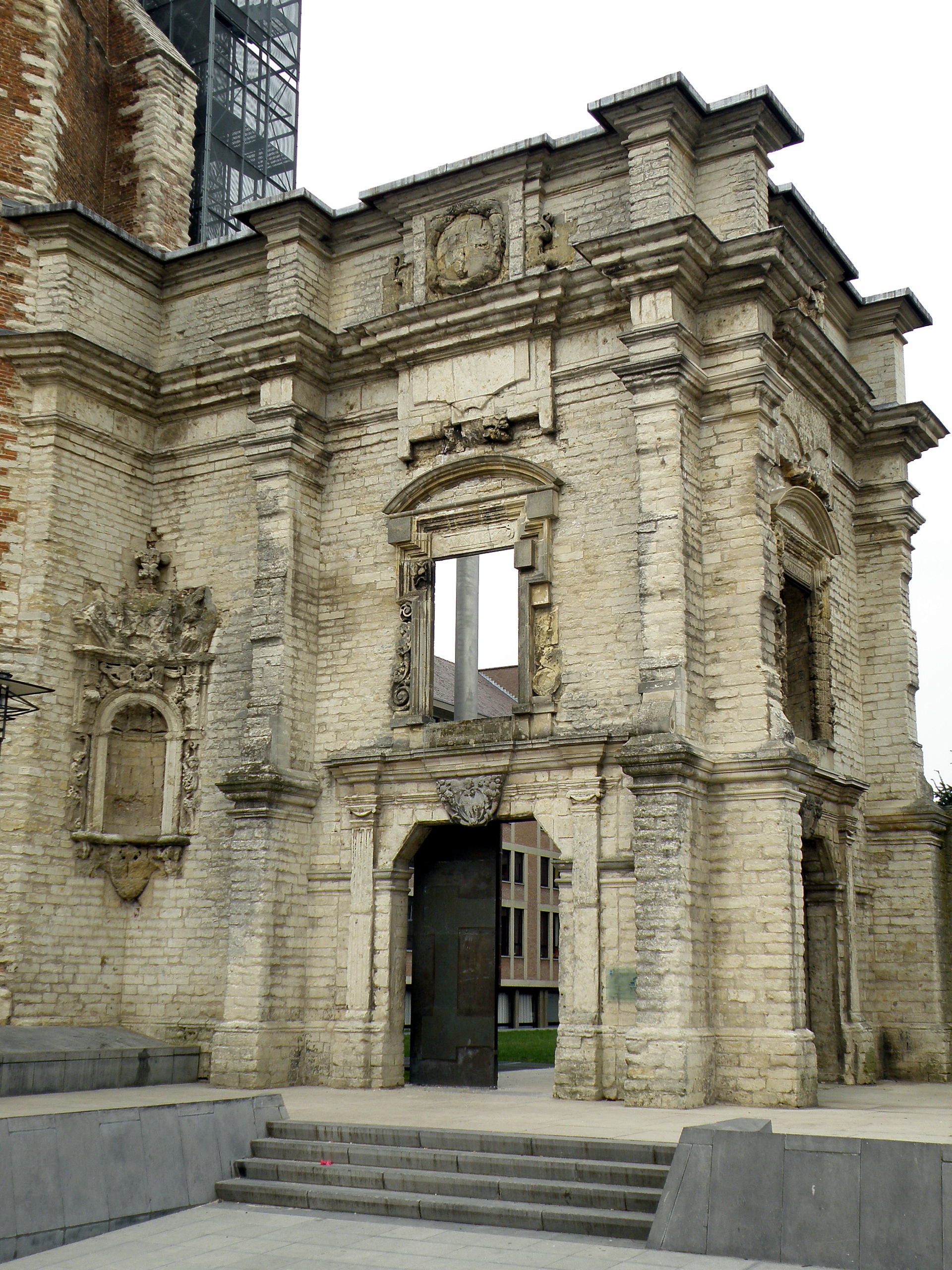
Barokportaal
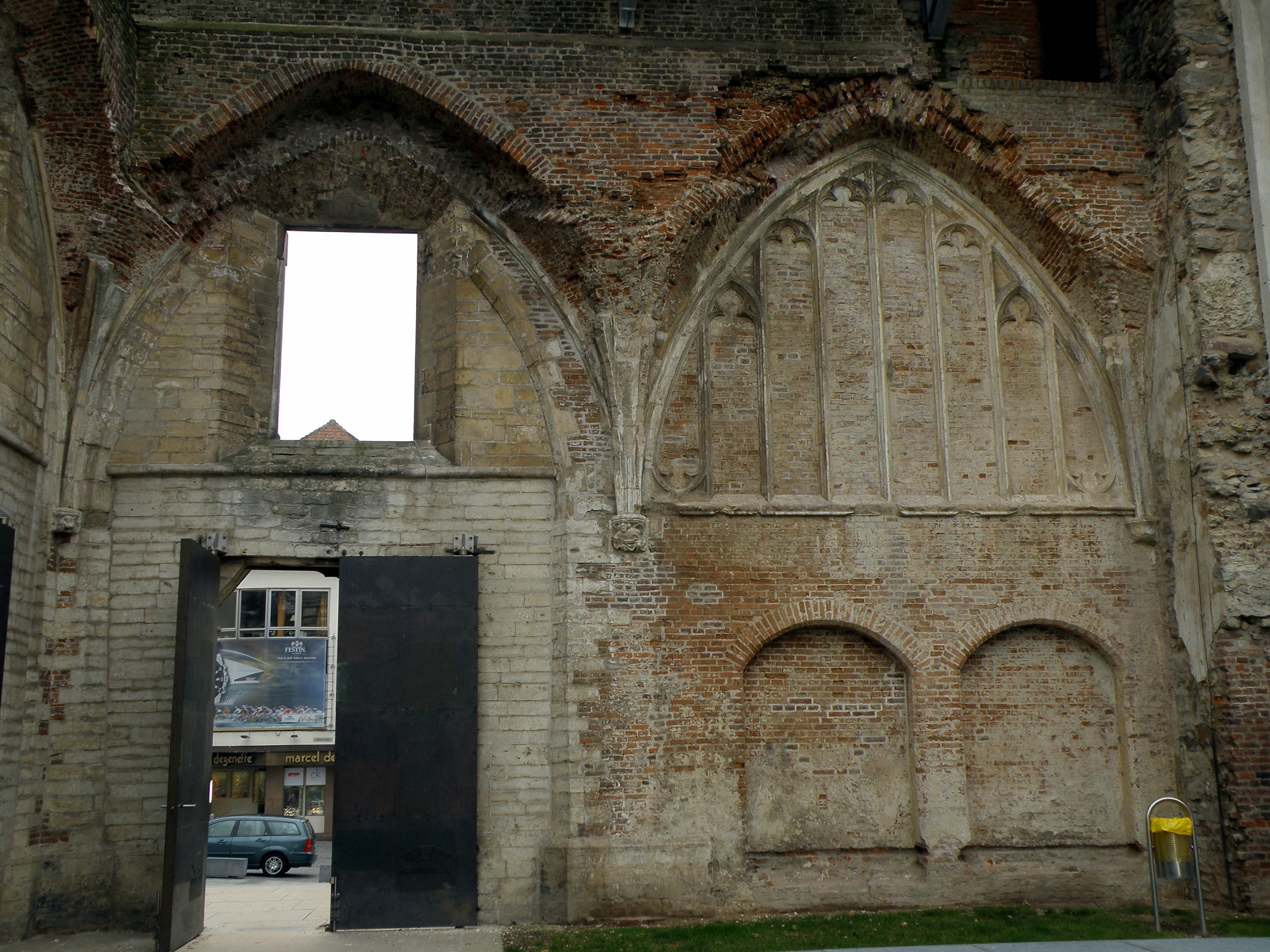
Binnenzijde portaal
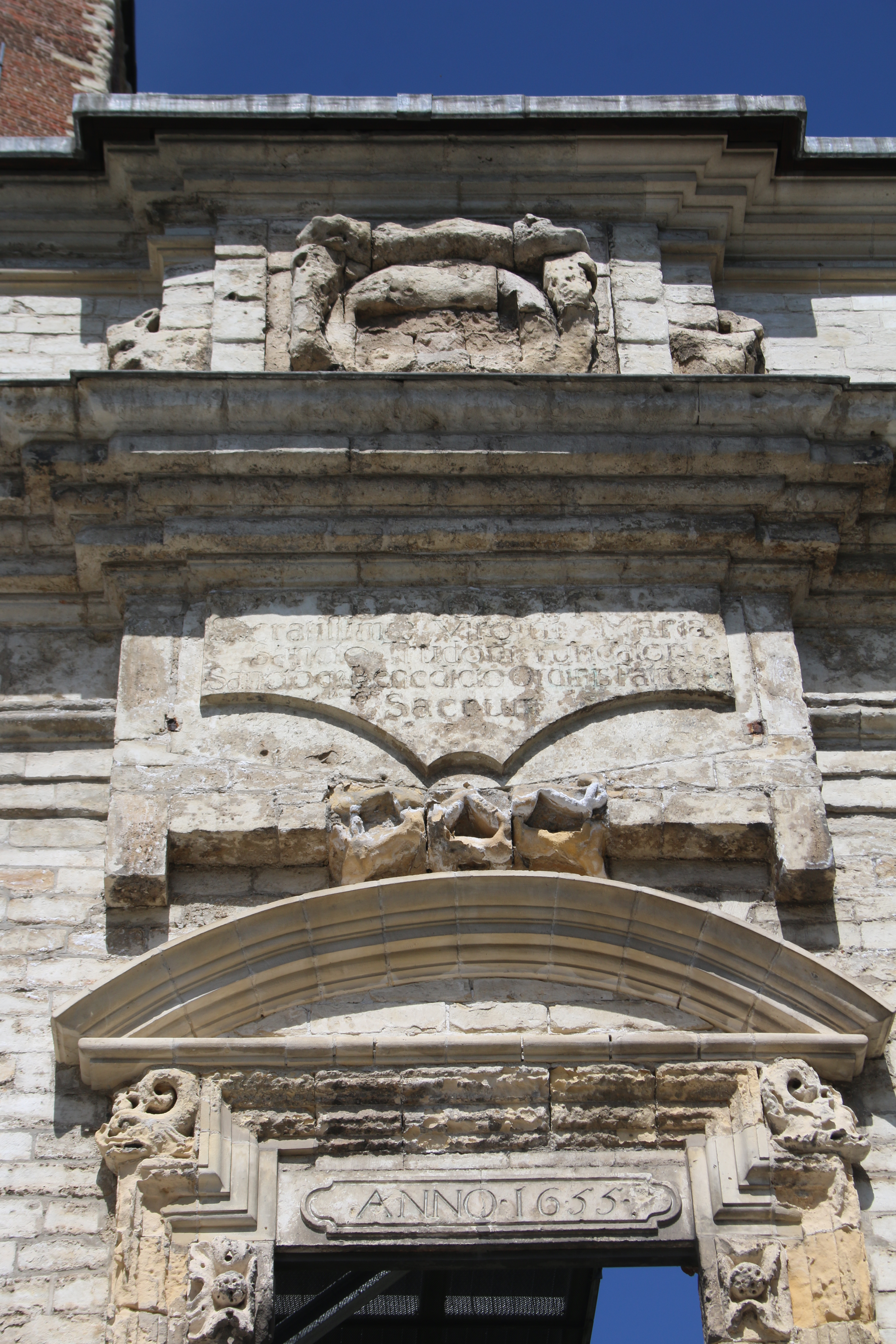
Detail portaal
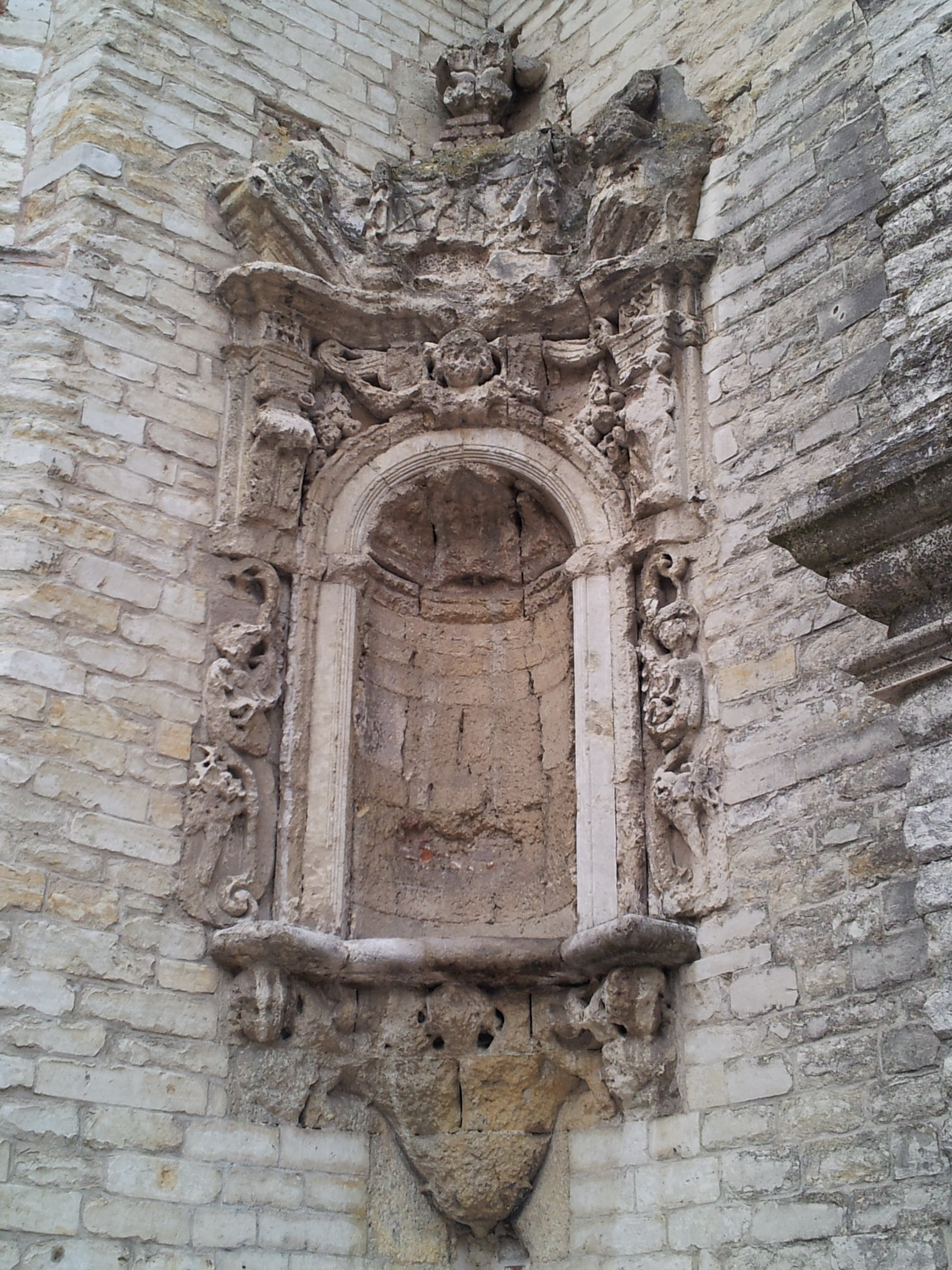
Hoeknis

### Abtskwartier
Het abtskwartier bestaat uit een U-vormig gebouwencomplex uit de 16e-19e eeuw, rondom een cour d'honneur (erehof of staatsieplein). Een van de oudere gebouwen is het poortgebouw uit 1779, ontworpen door Laurent-Benoît Dewez in de stijl van de Luikse barok. Het fronton boven de poort is voorzien van beeldhouwwerk van de Luikenaar Henri Vivroux (1737-1808) en stelt een mirakel van de heilige Trudo voor. Een ander gebouw binnen het abtskwartier met een lange geschiedenis is de Keizerszaal, oorspronkelijk in opdracht van abt Willem van Brussel gebouwd, in de 16e eeuw door abt Sarens hersteld. De kelders dateren nog uit die laatste periode. In 1770 werd deze vleugel in opdracht van abt Joseph van Herck grotendeels opnieuw opgetrokken door de barokarchitect Laurent-Benoit Dewez. De plafondschildering wordt toegeschreven aan de gebroeders Caldelli, twee Italiaanse decoratieschilders. Zij beelden de ontvangst van de broers van Jozef in Egypte uit, een allegorische voorstelling, die duidelijk maakt dat de opdrachtgever, abt Van Herck, niemand boven zich duldde dan keizer Jozef II, en dus niet de Luikse prins-bisschop. De muurschilderingen zijn 19e-eeuws. In de ontvangstruimte naast de Keizerszaal bevindt zich een Kruisafneming, toegeschreven aan een leerling van Rubens en een beeld van de heilige Eucherius, toegeschreven aan Jean Del Cour.

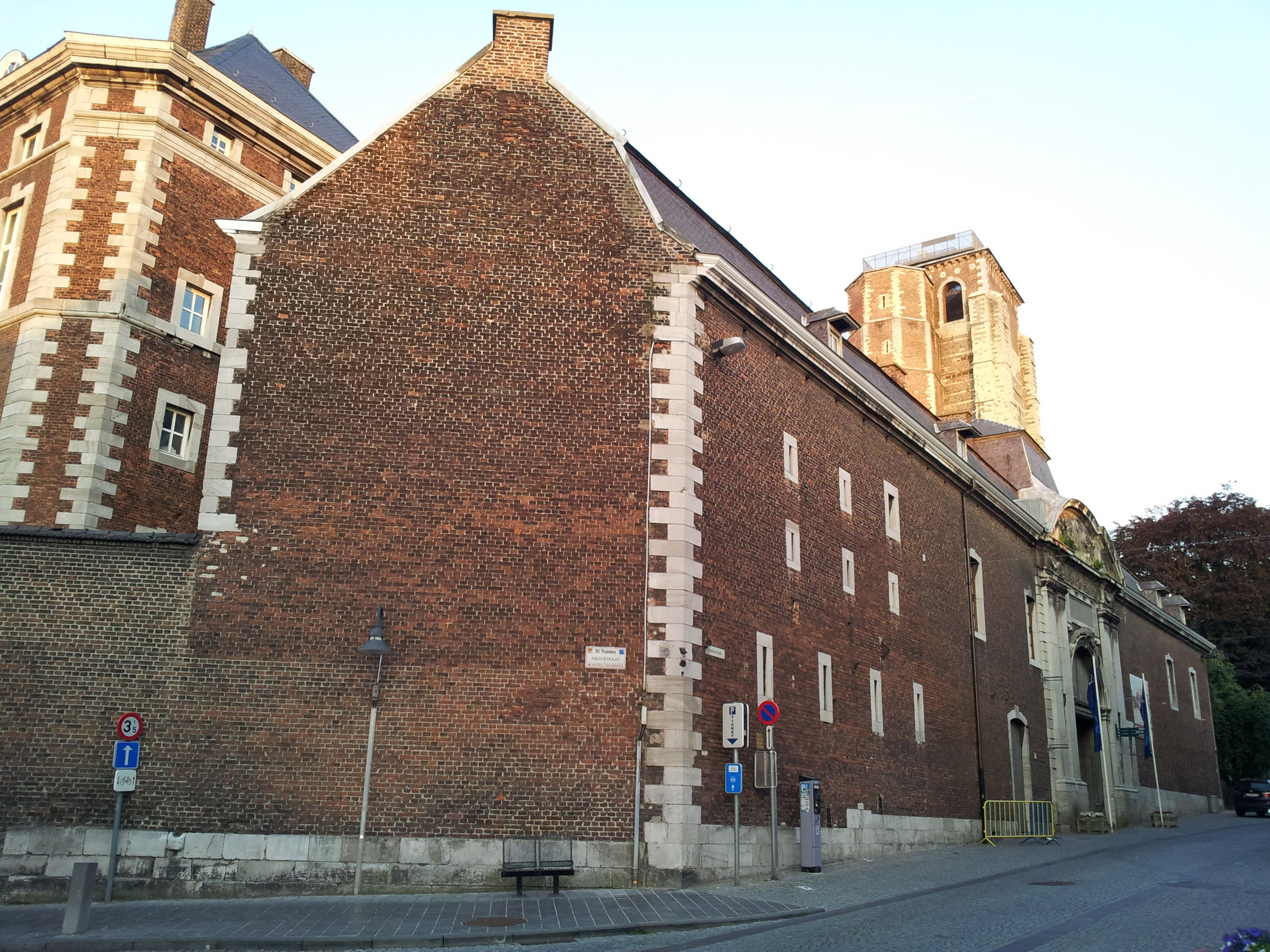
18e-eeuwse vleugel (Diesterstraat)
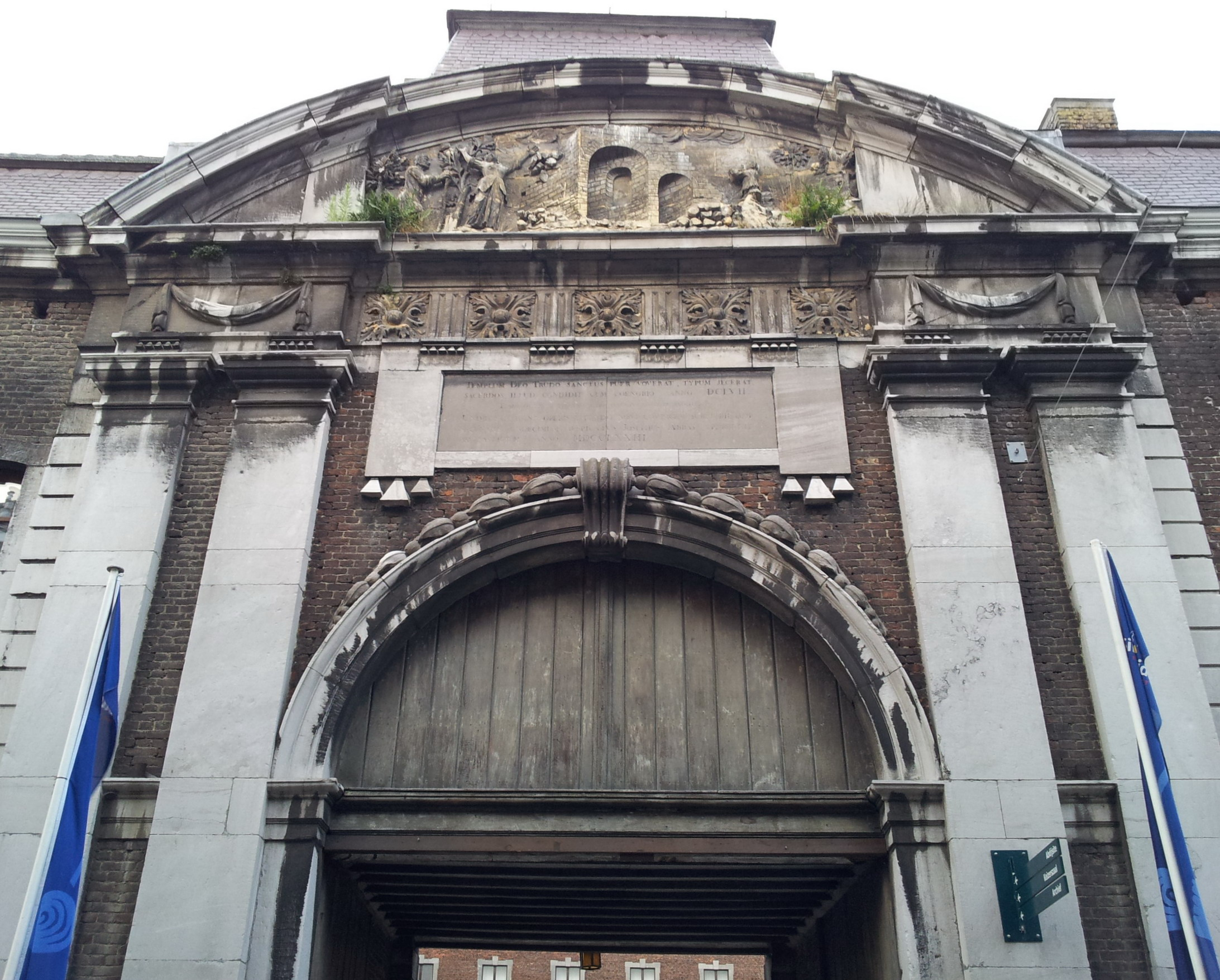
Detail poortgebouw met reliëf en jaarsteen (1779)
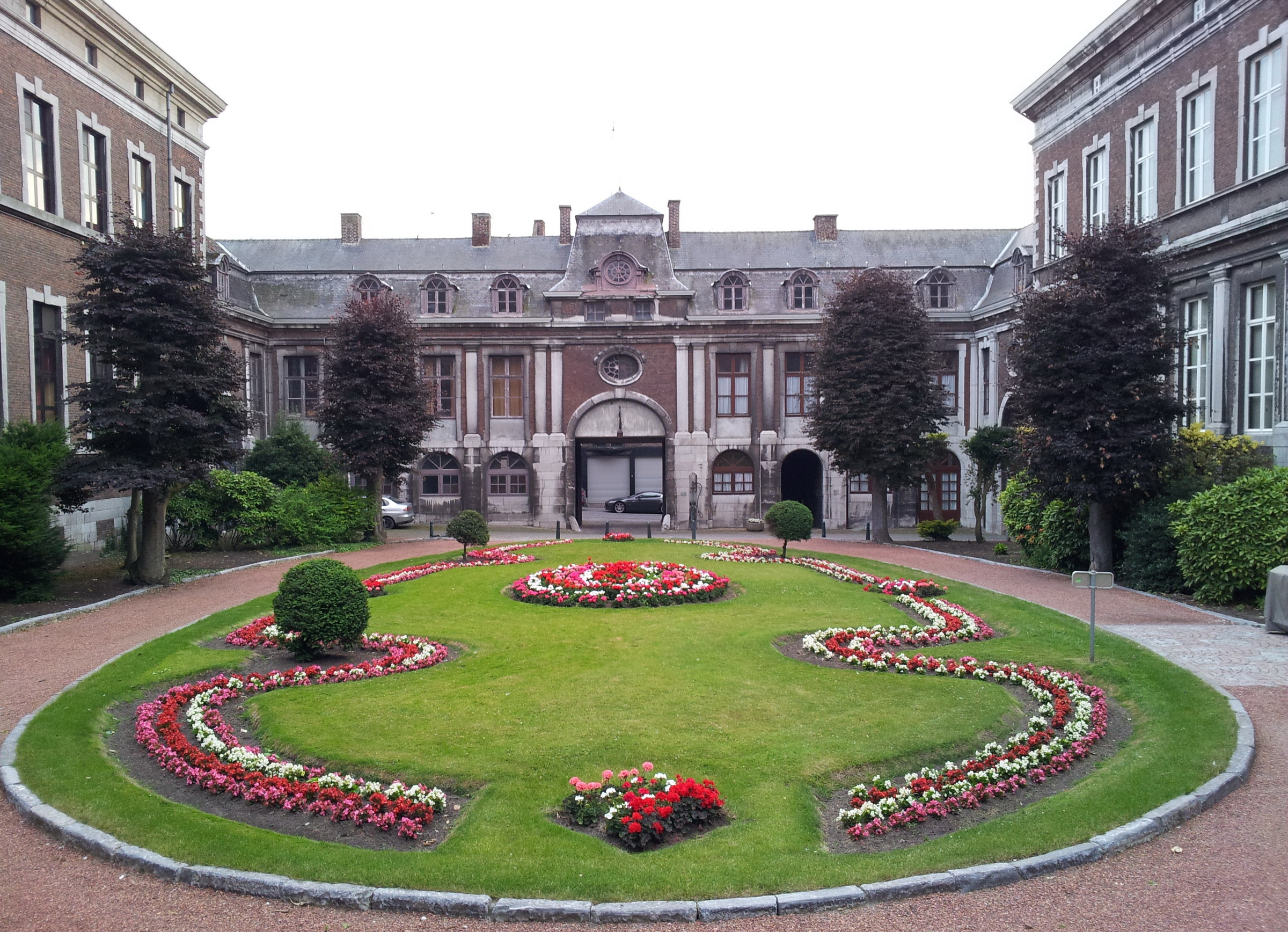
Erekoer en Poortgebouw
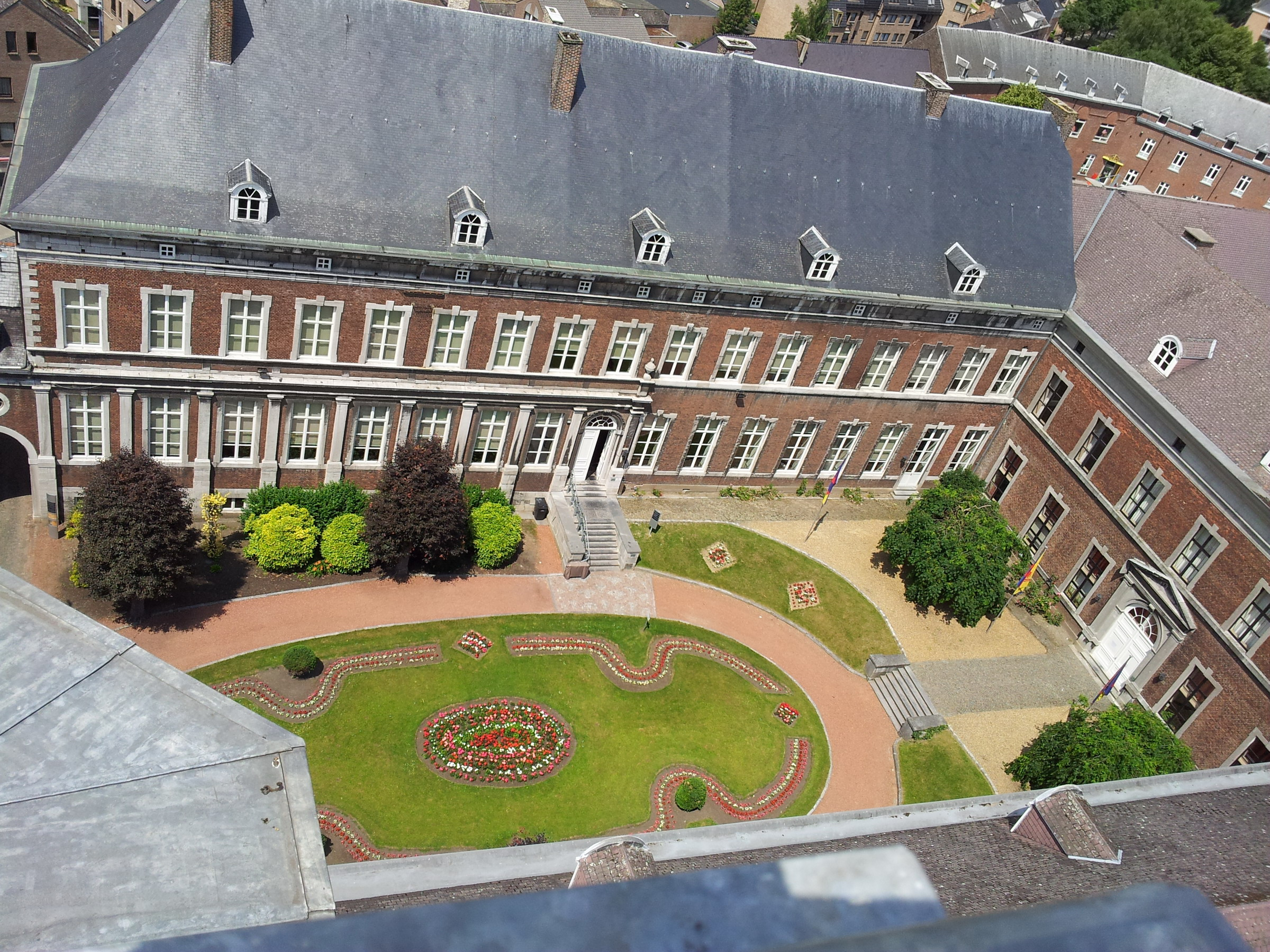
Abtsvleugel met Keizerszaal en Kleinseminarie aan de Erekoer
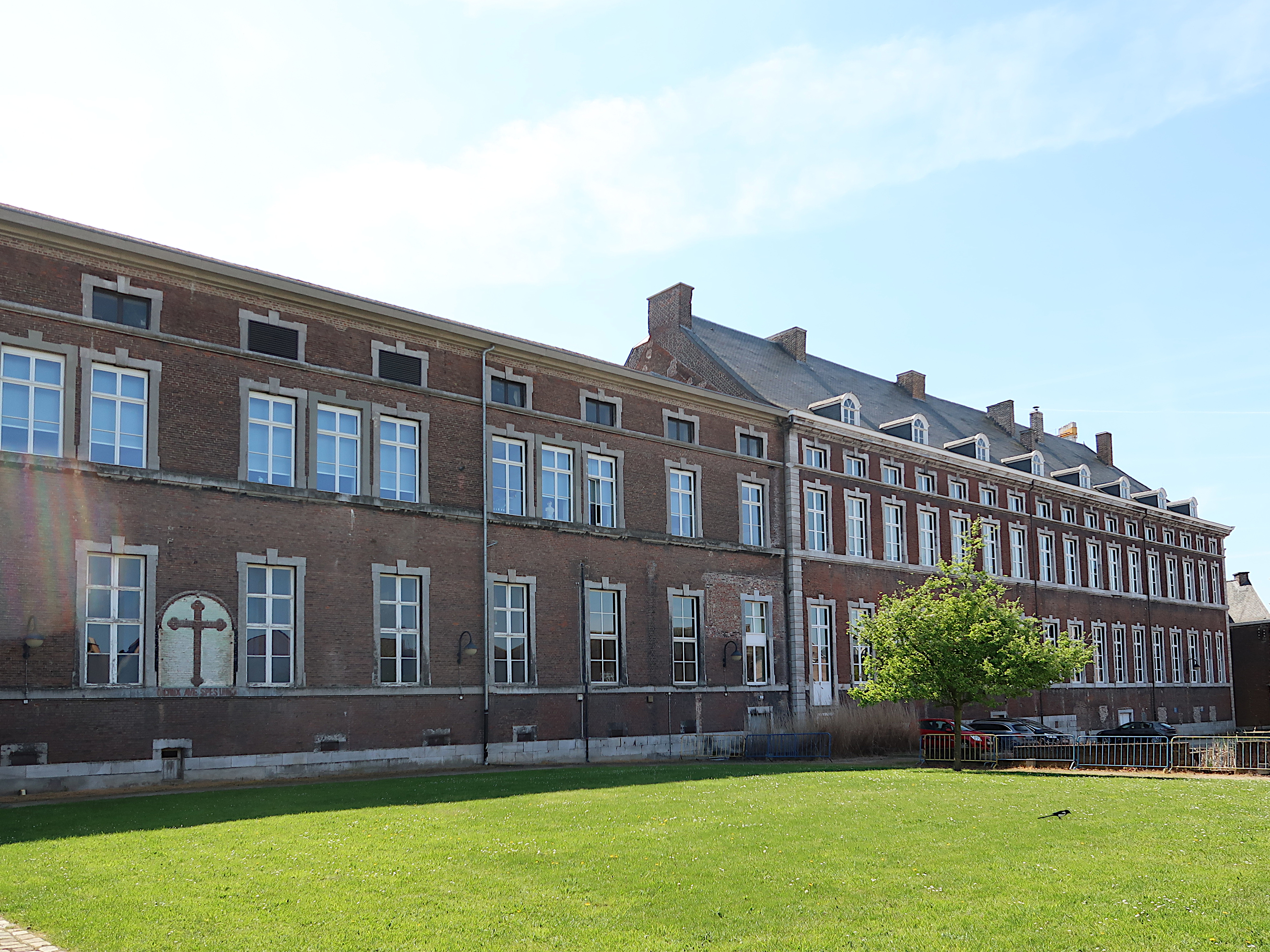
Noordzijde van Abtsvleugel en Klein Seminarie
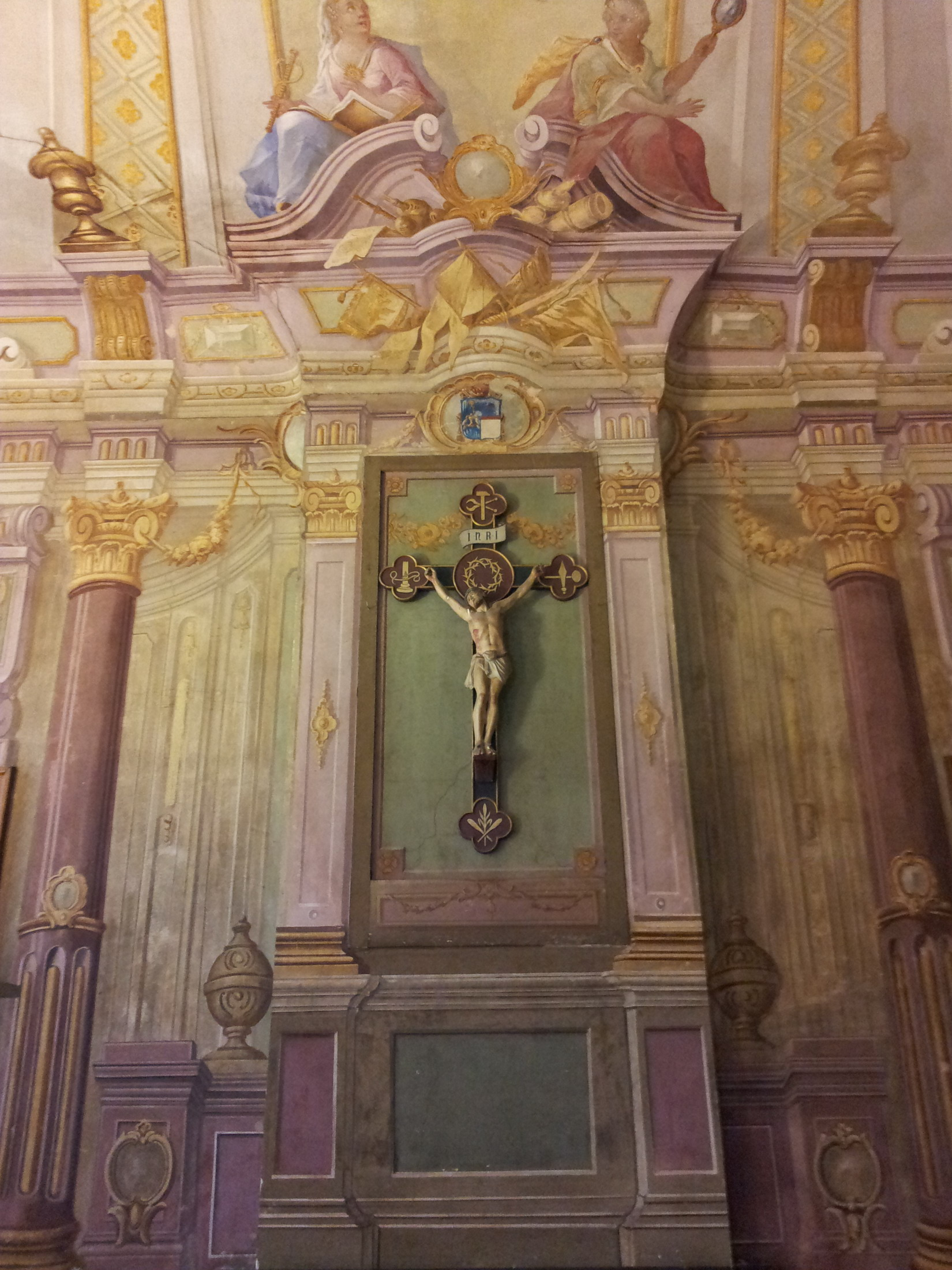
Decoratie Keizerszaal
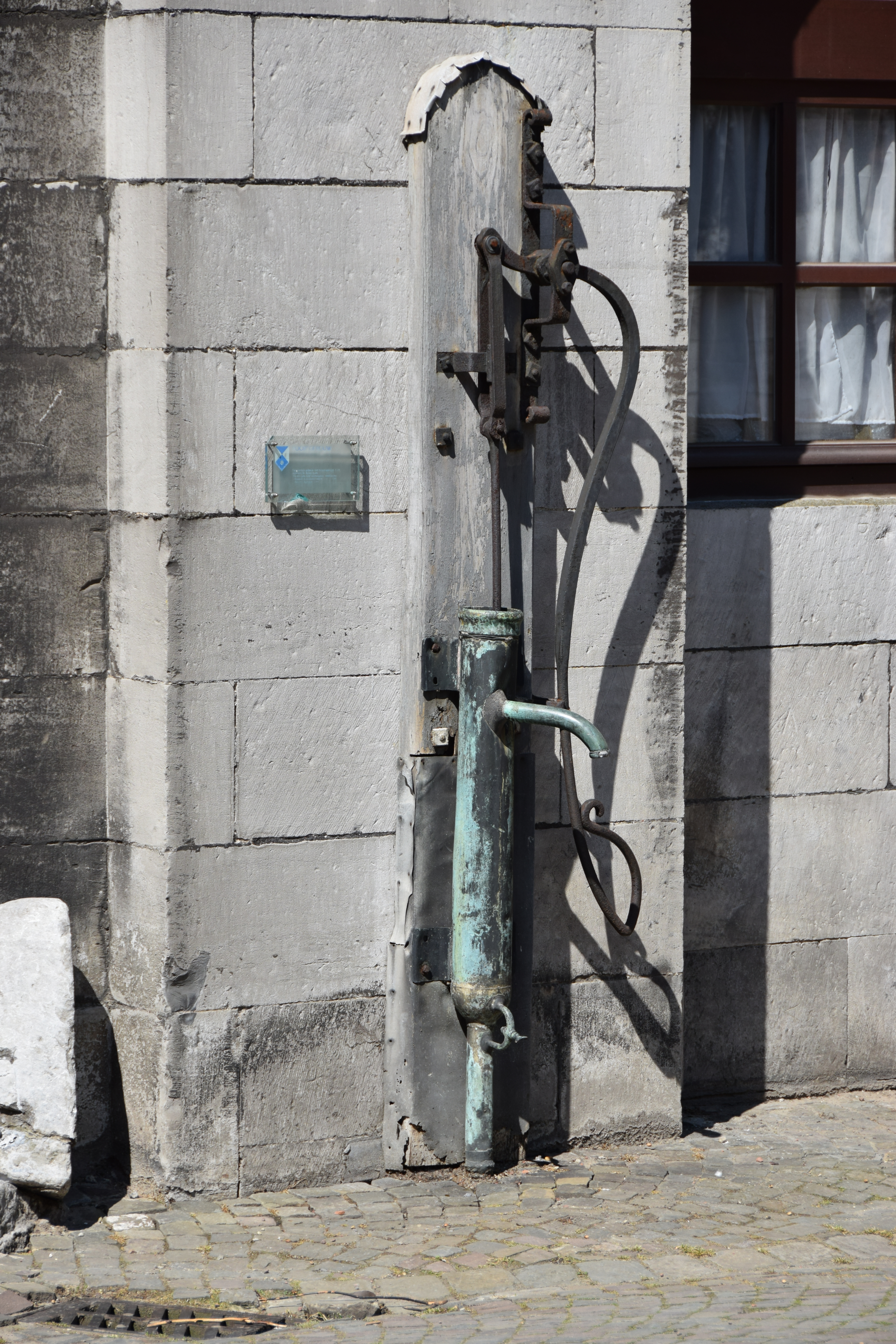
Oude waterpomp aan het poortgebouw

### Dienstgebouwen, seminarie, bezittingen elders
De voormalige abdijhoeve en andere dienstgebouwen langs de Abdijstraat en Stenaertberg zijn oorspronkelijk 17e-eeuws, maar in de loop der eeuwen sterk aangepast aan uiteenlopende functies. Momenteel zijn er het Stedelijk Museum en het Hoevemuseum in ondergebracht.
Het kleinseminarie van het Bisdom Luik was eerst in de abdij Rolduc gevestigd, maar werd na de splitsing van Nederland en België verplaatst naar Sint-Truiden. De neoclassicistische seminariegebouwen bevinden zich op het abdijterrein rondom twee binnenhoven, waarvan de tweede binnenhof sinds 1980 is volgebouwd. In deze gebouwen is een school met internaat gevestigd. De gebouwen rond de eerste binnenhof zijn het oudst en dateren uit de periode 1843-45, hoewel ze in de 20e eeuw (onder andere na de brand van 1975) deels zijn vernieuwd. De Academiezaal is een vrijstaande aula uit ca. 1845, gebouwd in neoclassicistische stijl naar een ontwerp van de Gentse architect Louis Roelandt, die ook de Gentse opera bouwde. De achthoekige zaal is door haar akoestische kwaliteiten zeer geschikt voor concerten.
Elders in de stad bevinden zich nog enkele gebouwen die aan de abdij gelieerd waren. Zo waren de meeste parochiekerken in Sint-Truiden en omgeving afhankelijk van de abdij en werden de pastoors benoemd door de abt. In het noordelijk deel van Sint-Truiden, buiten het stadscentrum, liggen twee buitenverblijven van de abdij van Sint-Trudo: het kasteel van Nieuwenhoven. in de 18e eeuw de permanente residentie van de abten, en De Speelhof, het buitenverblijf voor de monniken en gasten van de abdij. Verspreid in het Haspengouwse landschap lagen verder diverse abdijhoeven, watermolens en cijnshoven, waarvan er nog enkele bewaard zijn gebleven.

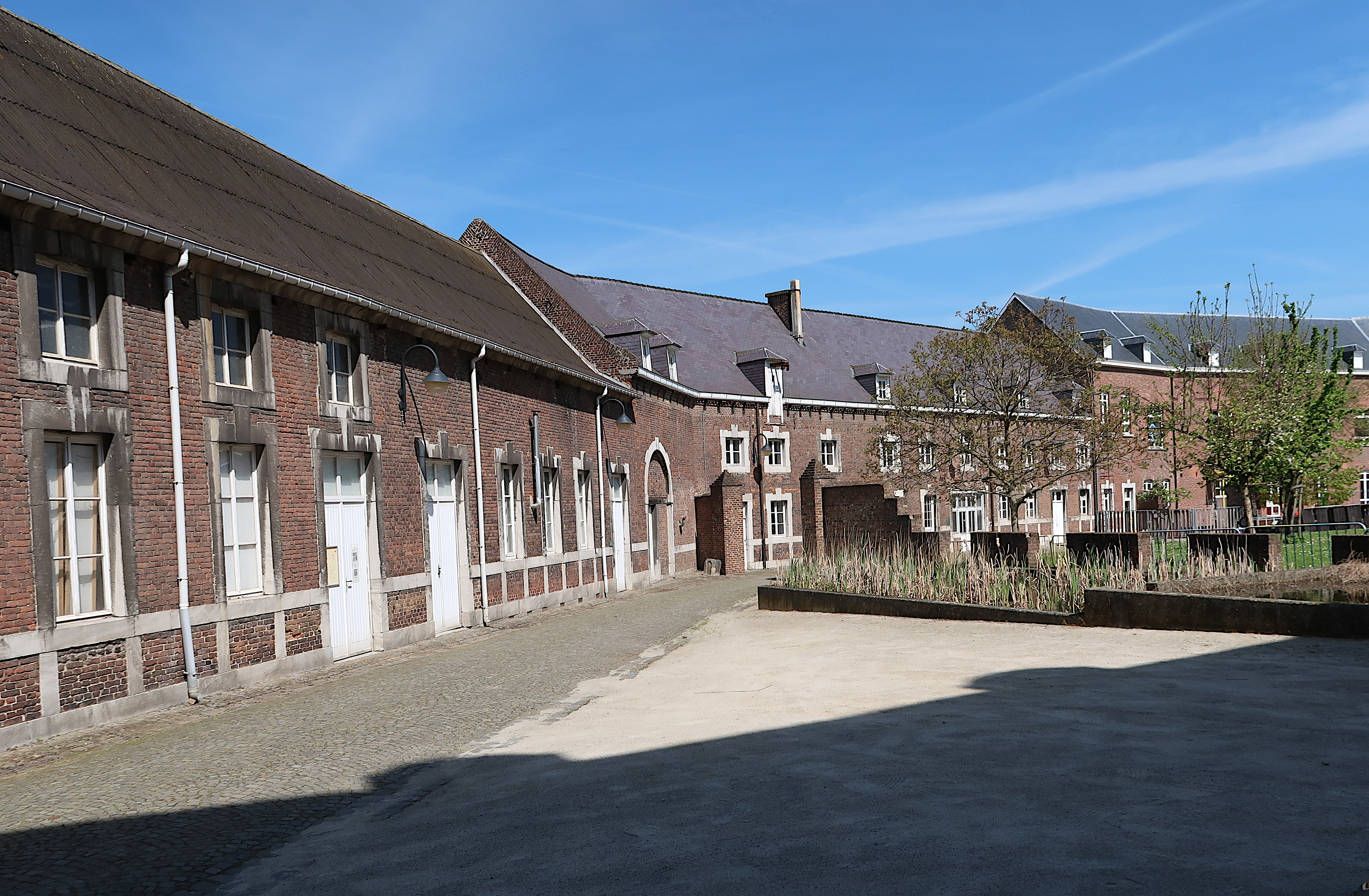
Dienstgebouwen tegen Abdijstraat
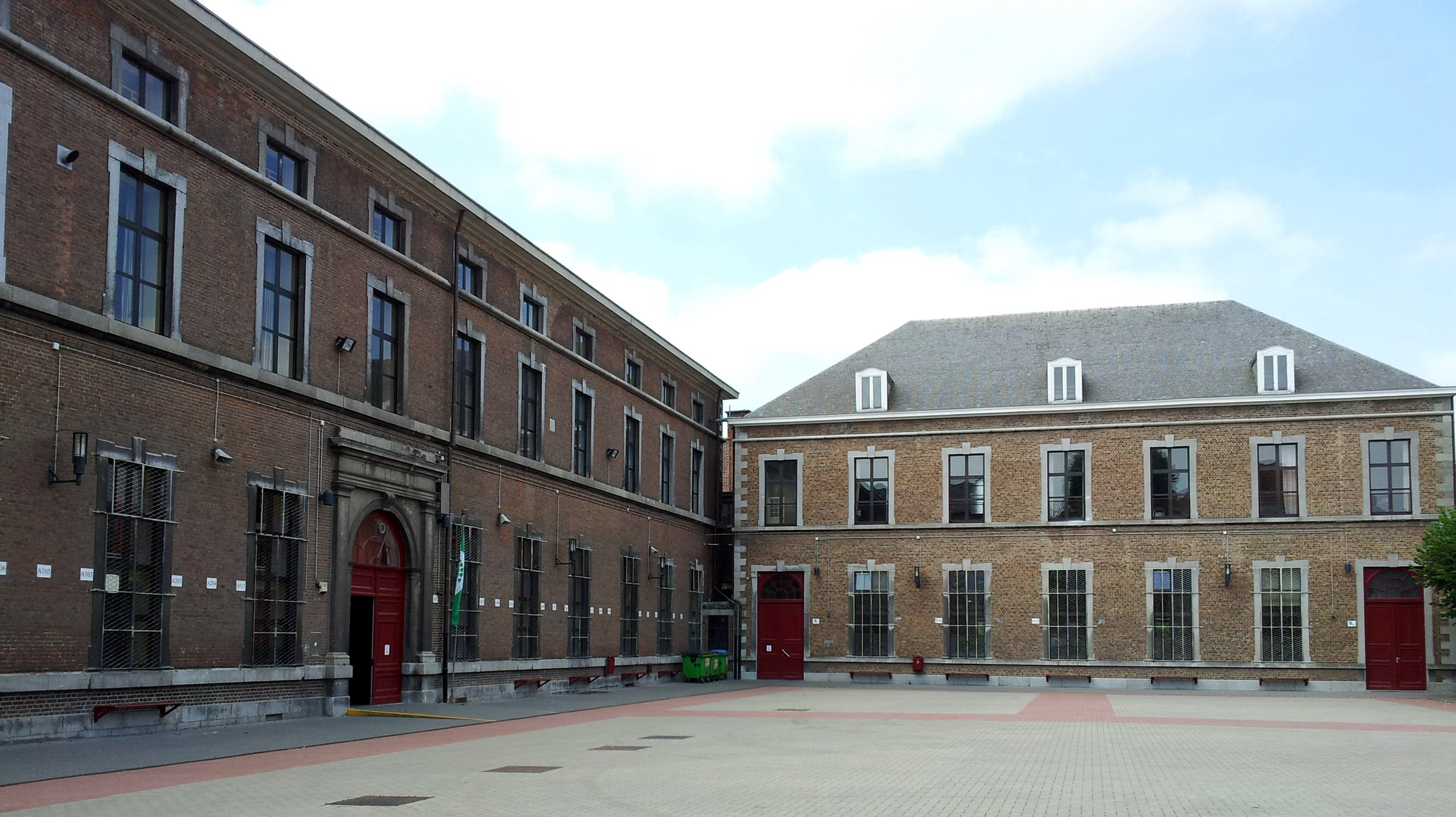
Kleinseminarie, 2e binnenhof (buitenzijde)
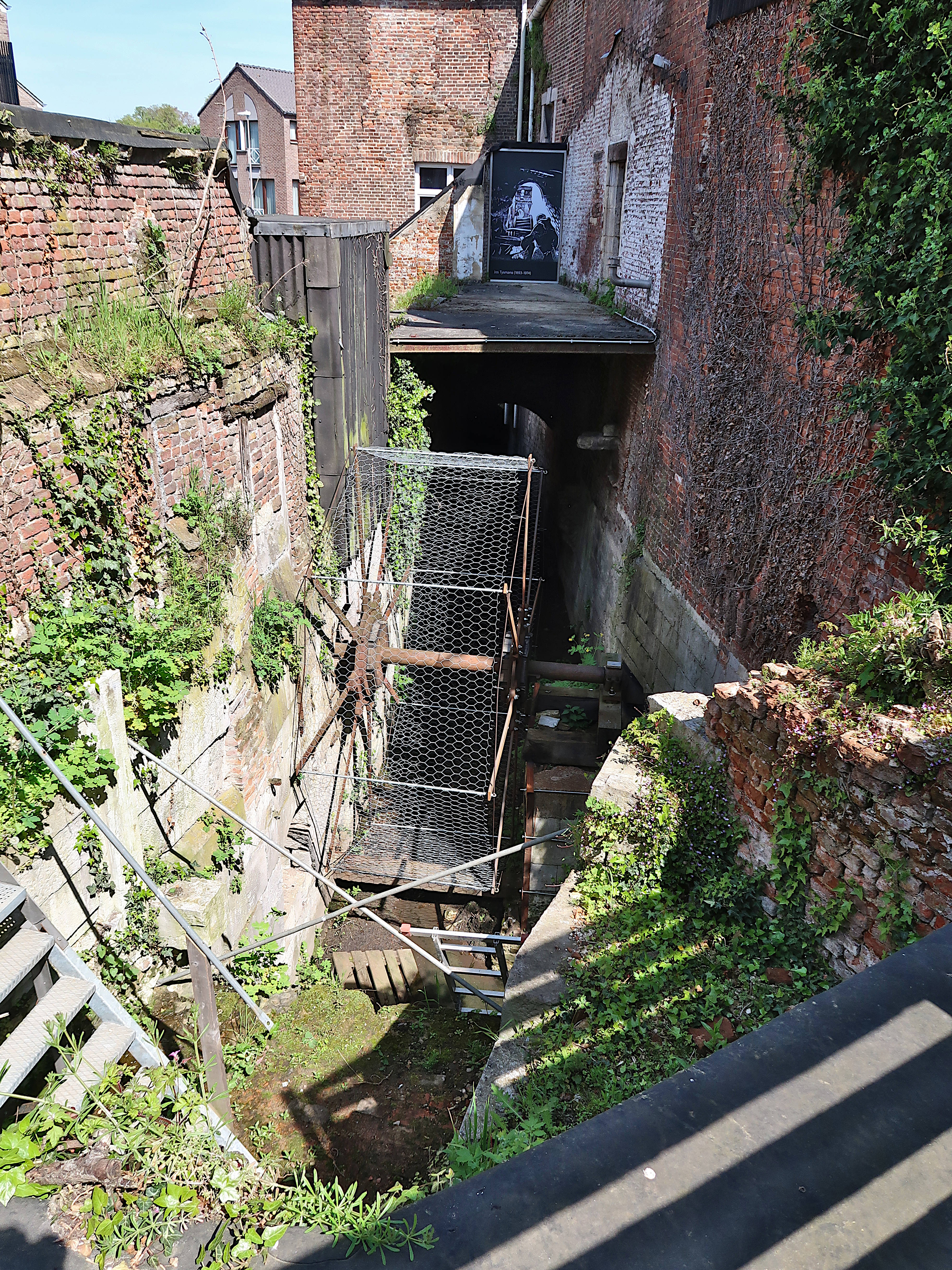
Overblijfselen van de Abdijmolen na ontploffing in 1992
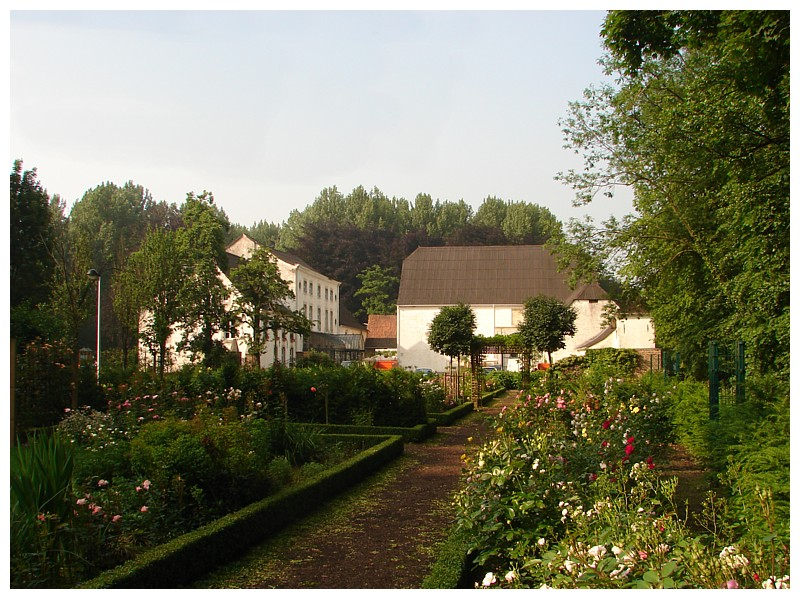
Speelhof, buitenverblijf van de abdij
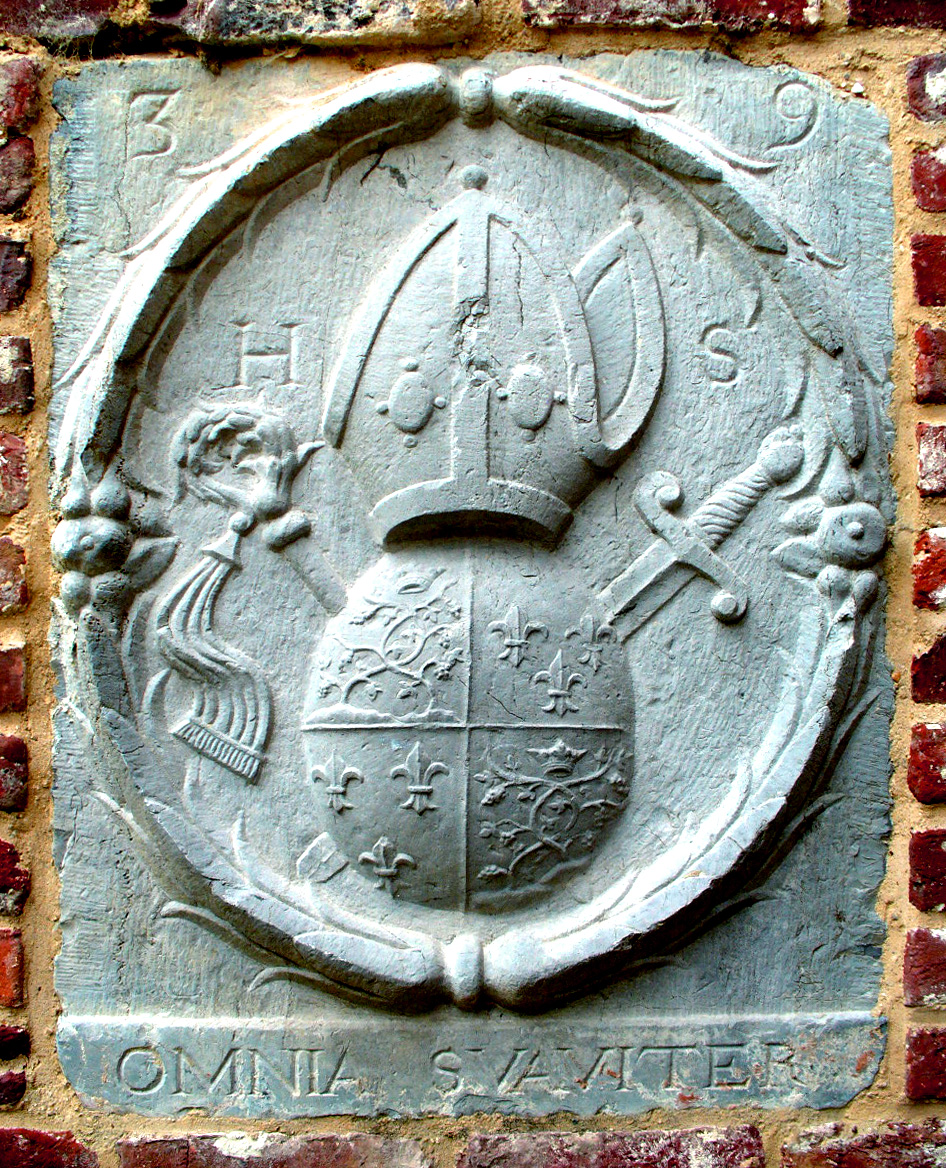
Wapensteen abt Van Sutendael in Nieuwenhoven